# Умершие в июле 2017 года
Это список известных людей, соответствующих установленным критериям значимости (см. Википедия:Критерии значимости персоналий), умерших в июле 2017 года.
Причина смерти указывается лишь в исключительных случаях (убийство, самоубийство, гибель в результате военных действий, смертная казнь, ДТП или несчастные случаи). В остальных случаях — не указывается.

## 31 июля

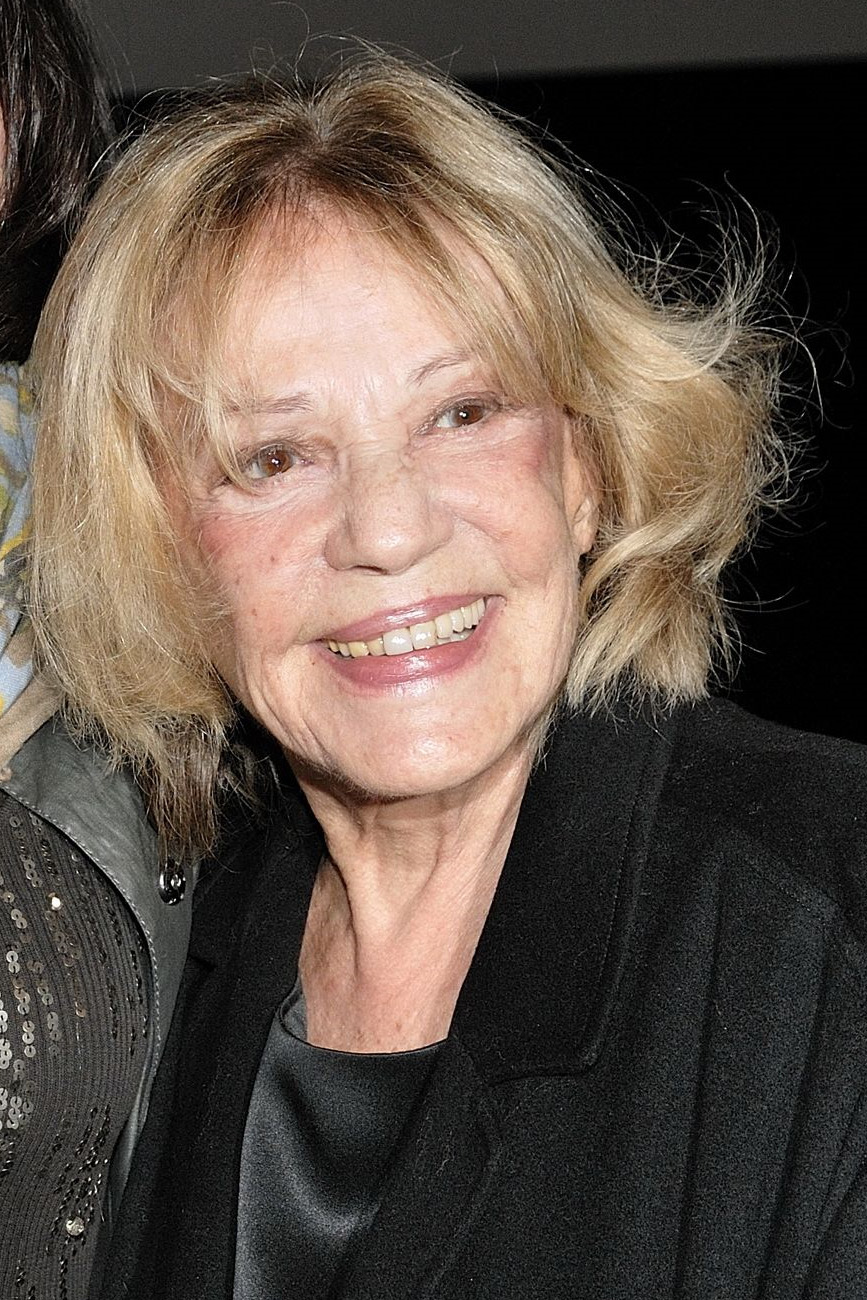
Жанна Моро

- Буйон, Жан-Клод (75) — французский актёр[1][2].
- Гольмар, Жером (43) — французский теннисист[3].
- Киндиков, Валерий Комунистович (60) — советский и российский актёр театра и кино, артист Горно-Алтайского драматического театра, заслуженный артист Российской Федерации (2008)[4].
- Лавров, Виктор Георгиевич (74) — советский и российский гандболист, тренер сборной РФ по гандболу, заслуженный тренер России, отец гандболиста Игоря Лаврова; ДТП[5].
- Лоб, Чак (61) — американский гитарист и композитор[6].
- Луганский, Юрий Кириллович (70) — советский и российский фотохудожник, заслуженный работник культуры Российской Федерации[7].
- Моро, Жанна (89) — французская актриса, певица и кинорежиссёр[8].
- О’Нан, Майкл (73) — американский математик, открывший спорадическую группу, названную его именем[9].
- Панюшкин, Юрий Михайлович (65) — советский и российский актёр, поэт, бард[10].
- Тамулевич, Бронислав Владиславович (60) — советский и российский художник[11].
- Шешунов, Игорь Вячеславович (57) — российский научный и общественный деятель, ректор Кировского государственного медицинского университета, заслуженный работник высшей школы РФ (2012)[12].

## 30 июля

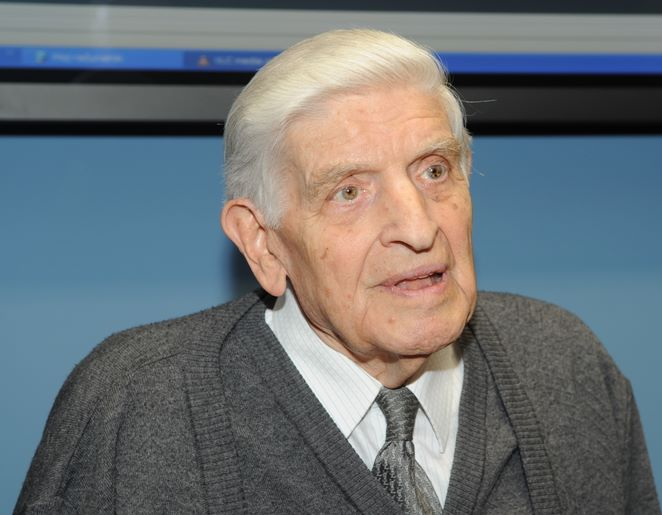
Антон Вратуша

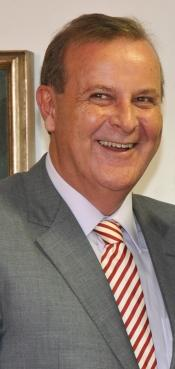
Паулу Гарсиа

- Апем, Стедман (68) — американский археолог, президент Университета Талсы (2012—2016)[13].
- Бедуля, Владимир Леонтьевич (90) — советский и белорусский работник сельского хозяйства, председатель колхоза «Советская Белоруссия», дважды Герой Социалистического Труда (1971, 1987) (о смерти стало известно в этот день)[14].
- Вратуша, Антон (102) — югославский и словенский государственный деятель и дипломат, премьер-министр Словении (1978—1980), участник Народно-освободительной войны 1942—1943 годов[15].
- Гарсиа, Паулу (58) — бразильский государственный деятель, мэр Гоянии (2010—2016)[16].
- Коновалов, Владимир Николаевич (92) — советский организатор машиностроительного производства, государственный деятель, директор Златоустовского машиностроительного завода, первый заместитель начальника Конструкторского бюро машиностроения Министерства общего машиностроения СССР (1961—1974), Герой Социалистического Труда (1969)[17].
- Конусевич, Юрий Павлович (67) — советский и молдавский футболист, председатель Ассоциации ветеранов молдавского футбола[18].
- Рома Англичанин (29) — российский и белорусский рэпер, битмейкер, участник групп «ЛСП» и «Грязь»[19].
- Федосеева, Светлана Андреевна (81) — российский археолог[20].
- Шугуров, Виктор Константинович (89) — советский, российский и литовский физик, заслуженный деятель науки Литовской ССР[21].

## 29 июля

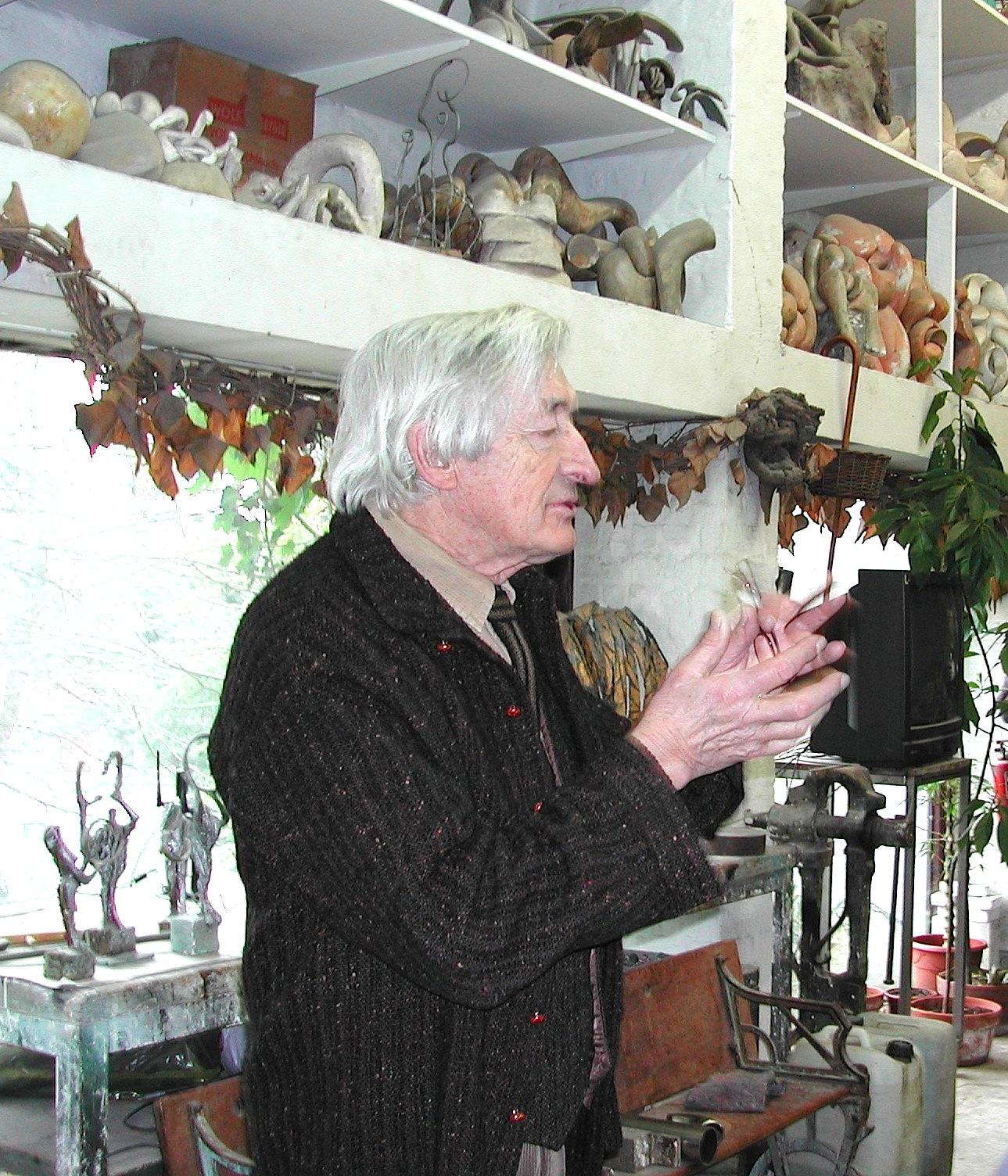
Оливье Стребель

- Вандыч, Пётр (93) — польский историк[22].
- Власко, Юрий Владимирович (20) — борец, двукратный победитель первенства Европы (2015, 2016) среди юниоров, победитель Межконтинентального Кубка «Алроса», обладатель Кубка России, убит.
- Костюченко, Вячеслав Васильевич (78) — казахстанский инженер и государственный деятель, министр промышленности и торговли (1991—1994)[23].
- Малек, Реда (85) — алжирский государственный деятель, премьер-министр Алжира (1993—1994)[24].
- ди Мейра Пенна, Жозе Освалду (100) — бразильский писатель и дипломат[25].
- Петросян, Анна (81) — армянская актриса и драматург[26].
- Прокопий (Цакумакас) (78) — епископ Элладской православной церкви и Константинопольской православной церкви, митрополит Филиппский (с 1974 года)[27].
- Пуданс, Юрис (75)— латвийский художник[28].
- Рыжов, Юрий Алексеевич (86) — советский и российский учёный в области механики жидкости и газа, политический и общественный деятель, дипломат, Чрезвычайный и Полномочный Посол Российской Федерации во Франции (1992—1998), академик РАН (1991; академик АН СССР с 1987)[29].
- Соуза, Юнис Де (76) — индийская поэтесса и писательница[30].
- Стребель, Оливье (90) — бельгийский скульптор[31][32].

## 28 июля

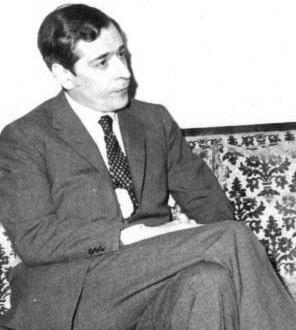
Энцо Беттица

- Беттица, Энцо (90) — итальянский писатель, журналист и политик, депутат Европейского парламента (1979—1994)[33].
- Галкин, Аркадий Ильич (81) — российский геолог, историк науки, краевед Республики Коми, председатель общества Ухто-Печорский «Мемориал» (1994—2001)[34].
- Кумар, Индер (43) — индийский актёр[35][36].
- Матвеев, Роальд Фёдорович (89) — советский и российский политолог, доктор политических наук, профессор[37].
- Мерен, Стейн (82) — норвежский поэт[38].
- Моррис, Джон (100) — американский фоторедактор, журналист и писатель[39].
- Нефёдов, Геннадий Николаевич (75)[значимость?] — священнослужитель, митрофорный протоиерей, богослов, преподаватель МДА, церковный писатель, благочинный храмов Иверского церковного округа города Москвы, настоятель храма Богоявления Господня бывшего Богоявленского монастыря[40].
- Ракотоаривело, Мами (?) — малагасийский государственный деятель, министр коммуникаций (2004); убит[41].
- Сиссон, Розмари Энн (93) — британская писательница и сценарист[42][43].
- Фильон, Морис (85) — канадский хоккейный тренер и менеджер («Квебек Нордикс»)[44].
- Харт, Стэн (?) — американский писатель и сценарист, лауреат Прайм-таймовой премии «Эмми» (1972, 1973)[45].

## 27 июля

Жиль Трамбле

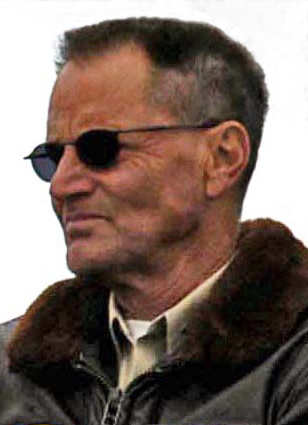
Сэм Шепард

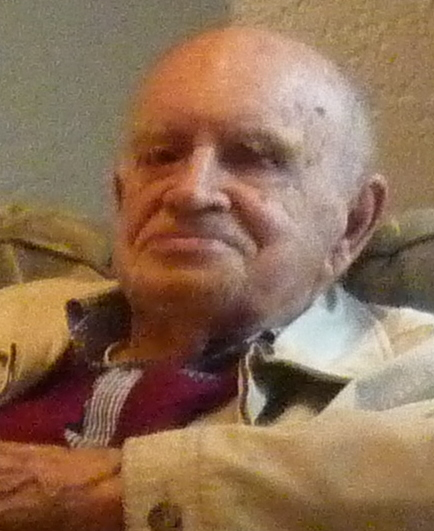
Рамон Ширау Субиас

- Вегнер, Петер (84) — американский компьютерный учёный[46].
- Долми, Абдельмажид (64) — марокканский футболист, участник чемпионата мира (1986)[47].
- Дюрафур, Мишель (97) — французский государственный деятель, министр труда (1974—1976), министр экономики и финансов (1976—1977), министр государственной службы и административных реформ (1988—1991)[48].
- Ким Вонги (55) — южнокорейский борец греко-римского стиля, чемпион летних Олимпийских игр в Лос-Анджелесе (1984)[49].
- Маслов, Валерий Павлович (77) — советский хоккеист с мячом и футболист, заслуженный мастер спорта СССР (1965), заслуженный тренер РФ по хоккею с мячом (1994)[50].
- Менар, Донс Леон (85) — американский музыкант и автор песен[51].
- Монтано, Марио Туллио (73) — итальянский фехтовальщик-саблист, чемпион летних Олимпийских игр в Мюнхене (1972), призёр чемпионатов мира (1971, 1973, 1974)[52].
- Перивалдо (64) — бразильский футболист[53].
- Свобода, Франц (84) — австрийский футболист, участник чемпионата мира (1958) [54].
- Сингх, Дхарам (80) — индийский государственный деятель, главный министр штата Карнатака (2004—2006)[55].
- Склар, Марти (83) — американский бизнесмен, один из основателей Диснейленда[56].
- Трамбле, Жиль (84) — канадский композитор и музыкальный педагог, электрофонист[57].
- Хания Фархи (57) — российская татарская певица, народная артистка Татарстана и Башкортостана[58].
- Чейз, Марго (59) — американский графический художник-дизайнер; авиакатастрофа[59].
- Шепард, Сэм (73) — американский актёр, сценарист, кинорежиссёр, писатель и драматург, лауреат Пулитцеровской премии «За лучшую драму» (1979), номинант на кинематографические премии «Оскар» (1984), BAFTA (1985), «Эмми» (1999) и «Золотой глобус» (2000)[60].
- Шершнёв, Борис Григорьевич (86) — советский и российский спортивный функционер и менеджер, президент футбольного клуба «Кубань»[61].
- Ширау Субиас, Рамон (93) — мексиканский поэт, философ и литературный критик[62].

## 26 июля

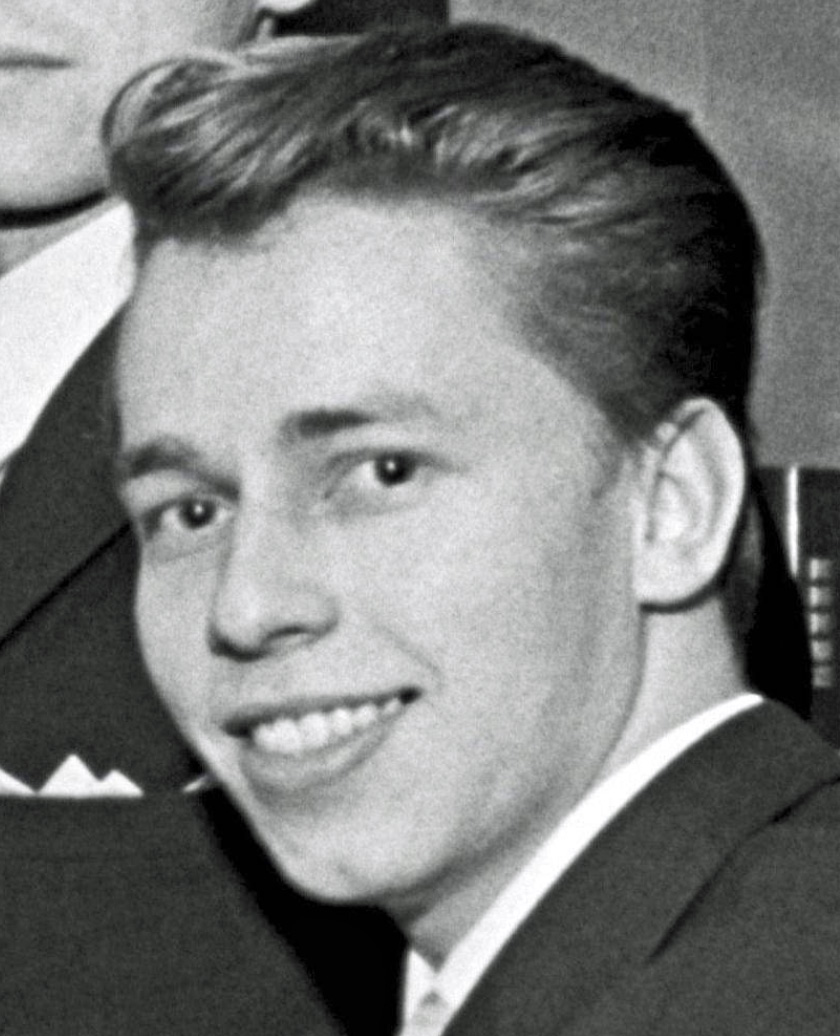
Лео Киннунен

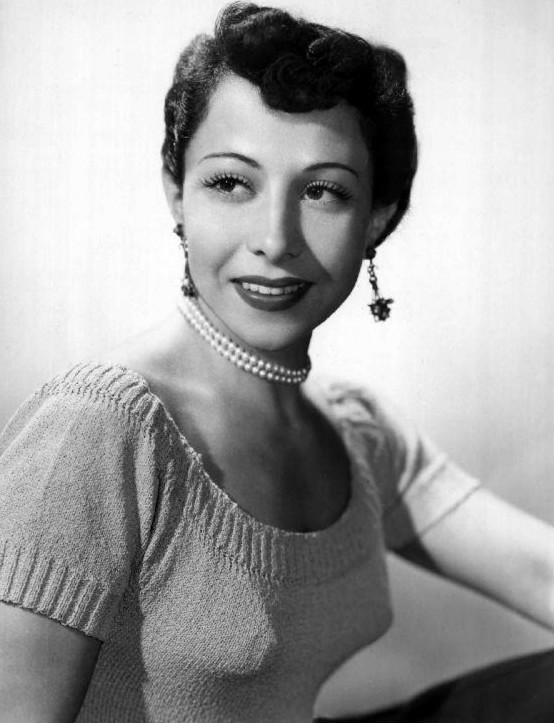
Джун Форей

- Ангерер, Пауль (90) — австрийский композитор и дирижёр[63].
- Воббе, Йоахим (70) — немецкий религиозный деятель, епископ Германской старокатолической церкви (1995—2010)[64] Архивная копия от 31 июля 2017 на Wayback Machine.
- Воскресенский, Дмитрий Николаевич (90) — советский и российский синолог, литературовед, переводчик с китайского, профессор Литературного института им. А. М. Горького[65].
- Джукич, Андрия (69) — сербский режиссёр-теледокументалист[66].
- Дойч, Патти (73) — американская актриса[67].
- Киннунен, Лео (73) — финский автогонщик[68].
- Ланди, Леонард (84) — американский актёр[69].
- Лифшиц, Анатолий Львович (98) — советский военный деятель и учёный, доктор военно-морских наук, профессор, участник арктических конвоев[70].
- Мамбеев, Сабур (88 или 89) — советский и казахстанский художник, народный художник Казахской ССР (1980)[71].
- Пикьерри, Джованни Баттиста (74) — итальянский архиепископ[72].
- Прамполини, Ида (91) — мексиканская писательница и историк[73].
- Тарасенко, Николай Федорович (97) - советский и российский поэт, участник Великой Отечественной войны[74].
- Форей, Джун (99) — американская актриса озвучивания[75].
- Хеереман фон Зюйдтвик, Константин (85) — германский фермер и государственный деятель, президент Немецкого крестьянского союза (1969—1997), член Бундестага (1983—1990)[76].

## 25 июля

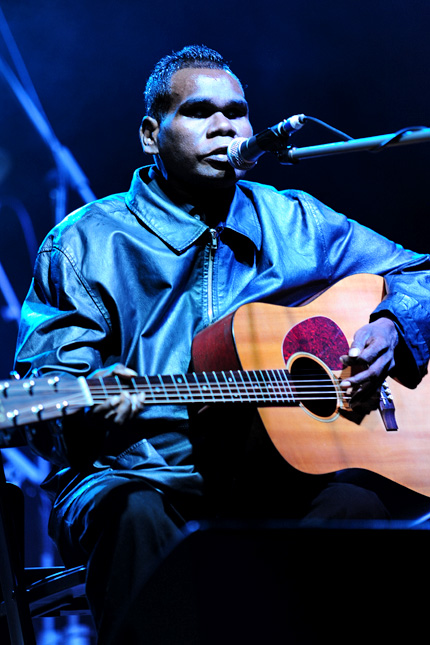
Джеффри Гуррумул Юнупингу

Александр Столяров

- Беннетт, Хайвел (73) — британский актёр[77][78].
- Бергман, Гретель (103) — немецкая и американская легкоатлетка, прыгунья в высоту[79].
- Гальярдо, Херардо (49) — мексиканский актёр[80].
- Даймонд, Мариан (90) — американский нейрофизиолог[81].
- Джеффри Гуррумул Юнупингу (46) — австралийский музыкант, певец и автор песен[82][83].
- Джонсон, Майкл (72) — американский певец, автор песен и гитарист[84].
- Конечны, Марьян (87) — польский скульптор[85].
- Логинов, Сергей Игоревич (67) — советский и российский режиссёр-документалист[86]
- Лоудова, Ивана (76) — чешский композитор[87].
- Поляков, Юрий Николаевич (79) — советский и российский партийный и государственный деятель, учёный; первый секретарь Сочинского горкома КПСС (1982—1991), председатель Сочинского городского совета (до 1993), народный депутат РСФСР и РФ (1990—1993), лауреат Государственной премии СССР[88].
- Рамирес Беттнер, Луис Мария (99) — парагвайский государственный деятель, министр иностранных дел Парагвая (1993—1996)[89].
- Столяров, Александр Николаевич (57) — украинский и российский режиссёр-документалист, сценарист и писатель[90].
- Эпштайн, Габриэль (98) — британский архитектор[91].

## 24 июля

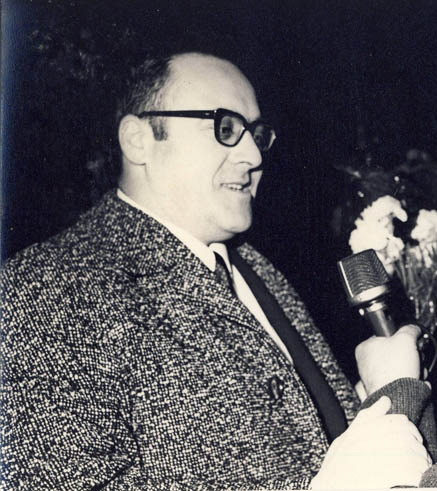
Николае Недефф

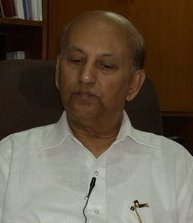
Удупи Рамачандра Рао

- Афонсу, Франсишку (78) — португальский футбольный тренер, первый тренер футболиста Криштиану Роналду[92].
- Горохов, Георгий Александрович (83) — советский и российский военный деятель, контр-адмирал (1985), почётный сотрудник КГБ СССР[93].
- Дойчева, Ванча (75) — болгарская театральная актриса, артистка Софийского Национального драматического театра им. Ивана Вазова, председатель правления Союза артистов Болгарии[94].
- Инукаи, Митико (96) — японская писательница[95].
- Кенжалин, Жумабек (62) — казахстанский журналист и писатель, генеральный директор ТОО «Казак газеттерi», заслуженный работник культуры Республики Казахстан[96].
- Космо, Йорген (69) — норвежский государственный деятель, министр обороны Норвегии (1993—1997), президент стортинга Норвегии (2001—2005)[97].
- Масуд, Найяр (81) — индийский писатель[98].
- Недефф, Никулае (88) — румынский гандболист, чемпион Европы (1961)[99].
- Обрезумова, Галина Серафимовна (83) — советская и российская художница[100].
- Петросян, Сергей Арсенович (29) — российский тяжелоатлет, двукратный чемпион Европы, заслуженный мастер спорта Российской Федерации, член национальной олимпийской сборной по тяжёлой атлетике; утонул (тело обнаружено в этот день)[101] Архивная копия от 28 июля 2017 на Wayback Machine.
- Рао, Удупи Рамачандра (85) — индийский учёный, председатель Индийской организации космических исследований (1984—1994)[102].
- Сарсекенов, Бауыржан Жолдасович (61) — казахстанский тренер по футболу, заслуженный тренер Республики Казахстан[103].
- Феофанов, Борис Алексеевич (92) — советский военачальник, заместитель начальника штаба войск Дальнего Востока (1979—1984), участник Великой Отечественной войны, генерал-лейтенант в отставке[104].
- Химено, Луис (90) — мексиканский актёр[105].

## 23 июля

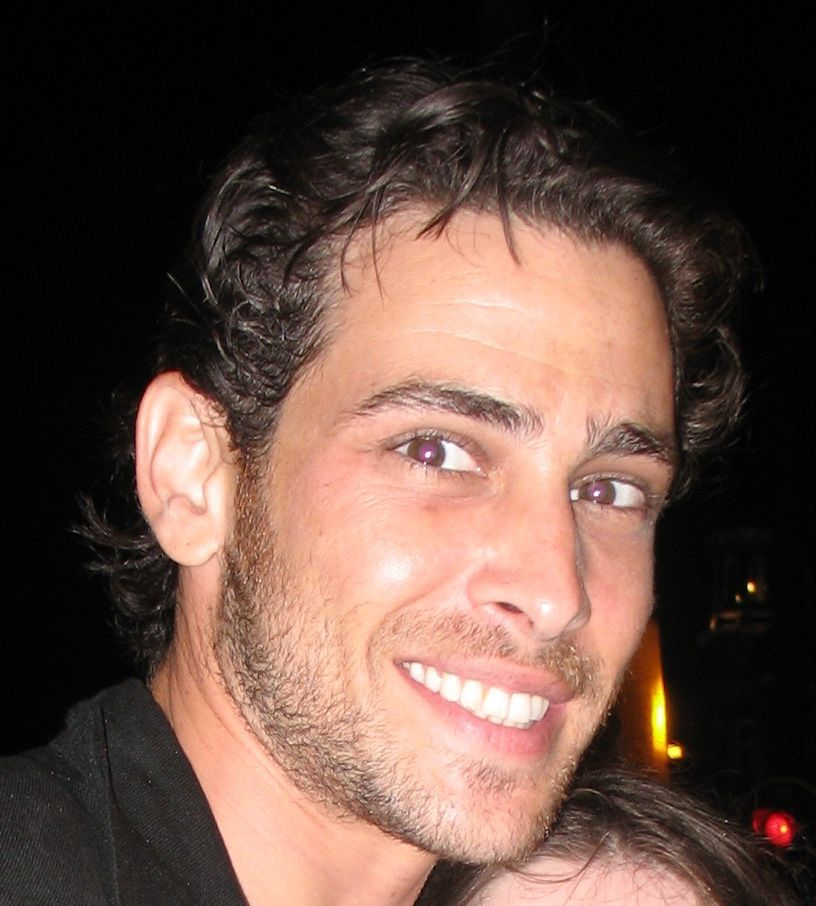
Амир Гутман

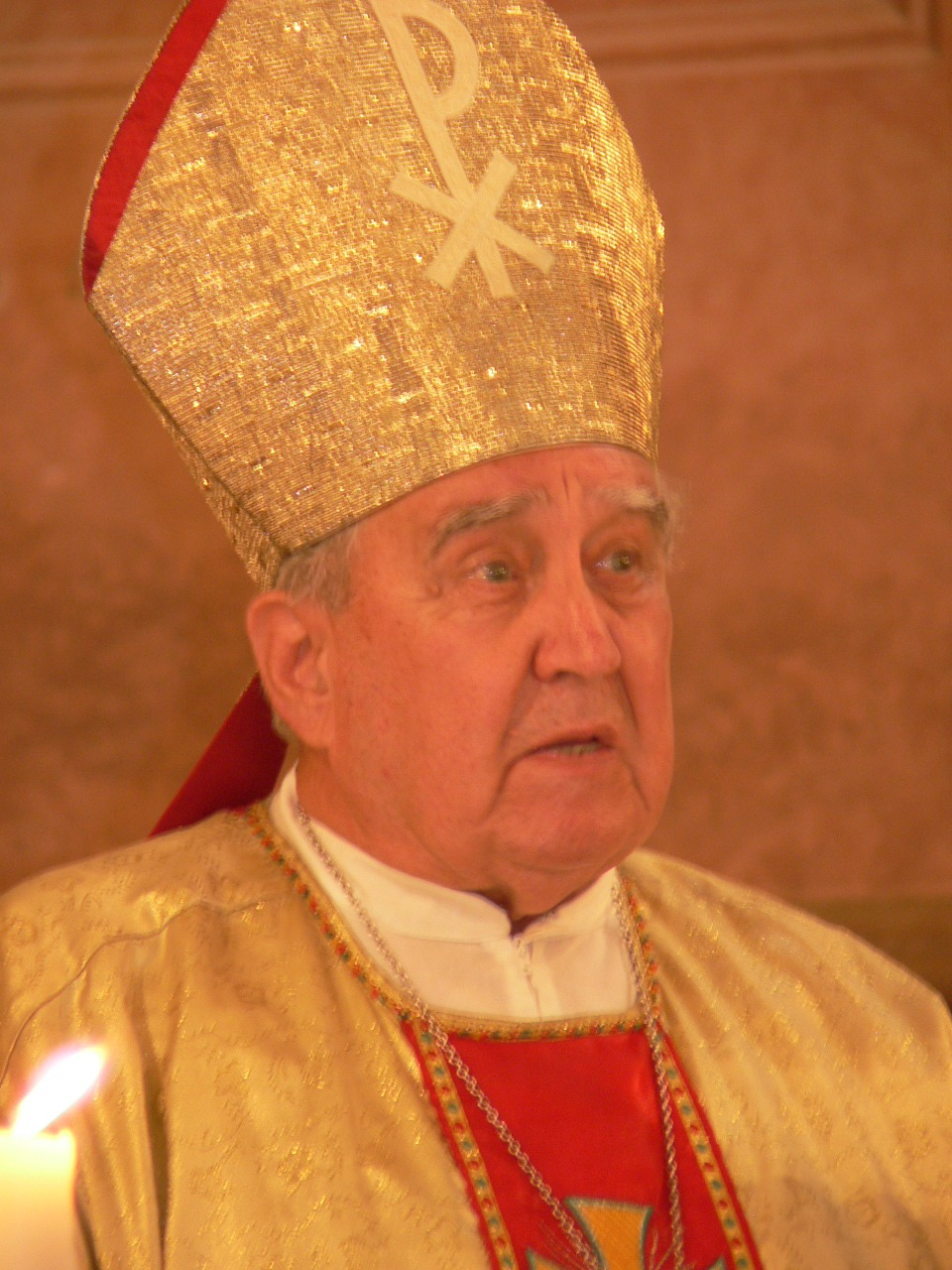
Йожеф Сенди

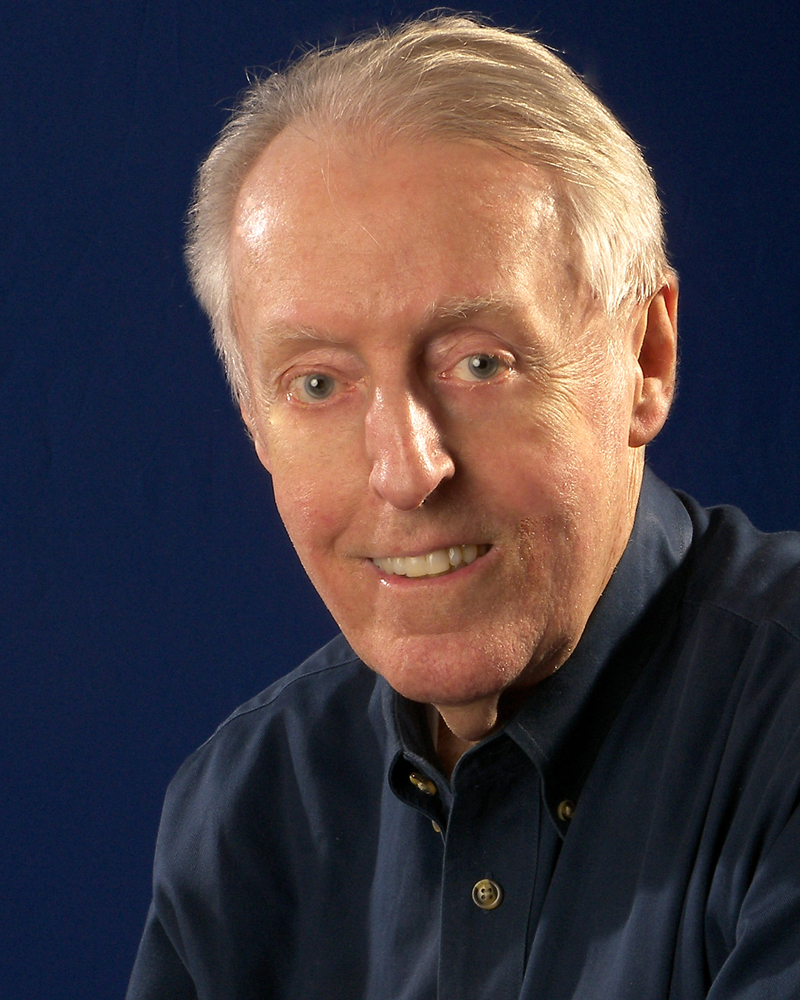
Томас Флеминг

- Белов, Юрий Владимирович (88) — советский и российский художник, живописец[106].
- Булкин, Василий Александрович (73) — российский археолог, историк[107].
- Гиренко, Юрий Анатольевич (52) — российский историк и публицист, политолог, политтехнолог, кандидат исторических наук[108].
- Гутман, Амир Фришер (41) — израильский певец; утонул[109].
- Дулуш, Тимур Дыртык-оолович (49) — российский тувинский дирижёр и педагог, художественный руководитель Духового оркестра Правительства Республики Тыва, заслуженный артист Республики Тыва[110].
- Комегис, Расселл Дархэм (45) — американский актёр[111].
- Кундла, Джон (101) — американский баскетбольный тренер[112].
- Миронова, Елена Александровна (80) — советская и российская журналистка, корреспондент Первого канала, ведущая программы «Доброе утро» (1992—1999)[113].
- Моисеев, Геннадий Анатольевич (69) — советский мотогонщик, трёхкратный чемпион мира, чемпион СССР по мотокроссу, заслуженный мастер спорта СССР[114].
- Перес, Валдир (66) — бразильский футболист, вратарь, бронзовый призёр чемпионата мира по футболу 1978 года[115].
- Роуз, Мервин (87) — австралийский теннисист и тренер, член Международного теннисного зала славы (2001)[116].
- Сенди, Йожеф (95) — венгерский католический иерарх, архиепископ Веспрема (1983—1997)[117].
- Стипетич, Владимир (89) — югославский и хорватский экономист, академик, ректор Загребского университета (1986—1989)[118].
- Флеминг, Томас (90) — американский историк и писатель[119].
- Фюри, Томас (70) — швейцарский скрипач, основатель и художественный руководитель оркестра «Бернская камерата»[120].

## 22 июля

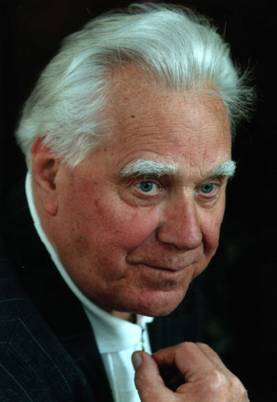
Константин Сытник

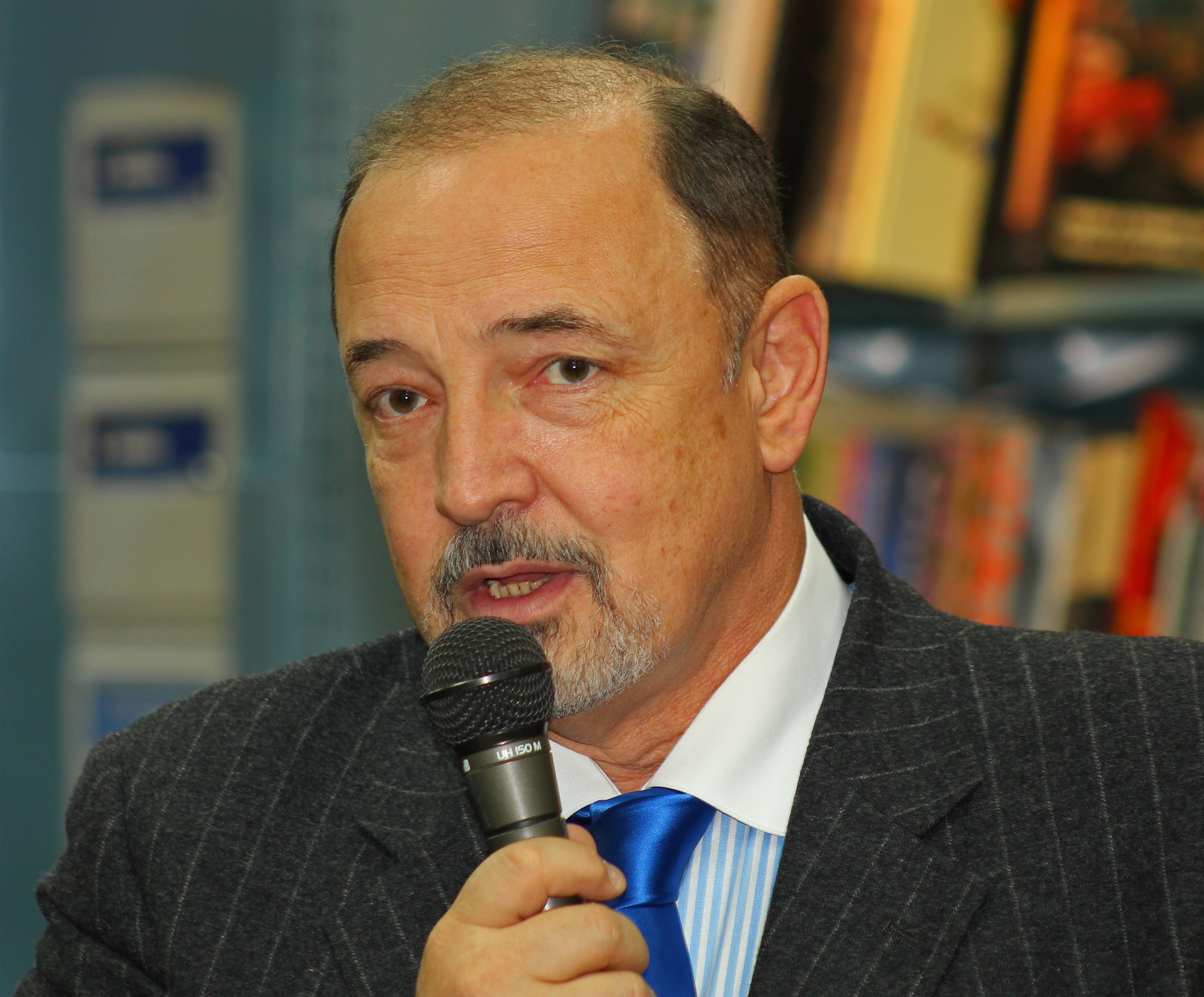
Артём Тарасов

- Бьёркегрен, Ханс (84) — шведский поэт, писатель, историк и переводчик [121].
- Констен, Бернард (85) — французский автогонщик[122].
- Мрквичка, Карел (66) — чешский и словацкий эстрадный певец и гитарист[123].
- Нозаль, Штефан (90) — словацкий хореограф[124].
- Оттензамер, Эрнст (62) — американский кларнетист[125].
- Смоллвуд, Вивиан (84) — американский рэпер, гитаристка и актриса.
- Сытник, Константин Меркурьевич (91) — советский и украинский биолог и государственный деятель, академик АН Украинской ССР (1973), председатель Верховного Совета Украинской ССР (1980—1985)[126].
- Тарасов, Артём Михайлович (67) — советский и российский бизнесмен, первый легальный миллионер СССР, народный депутат РСФСР (1990), депутат Государственной думы первого созыва (1993—1996)[127].
- Хелльвиг, Фриц (104) — германский государственный деятель, член Бундестага (1953—1959), вице-президент Европейской комиссии (1967—1970)[128].
- Хофер, Поло (72) — швейцарский музыкант[129].
- Шевчик, Франтишек (75) — чехословацкий хоккеист, серебряный призёр зимних Олимпийских игр в Гренобле (1968), неоднократный призёр чемпионатов мира и Европы[130].

## 21 июля

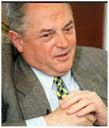
Хрвое Шаринич

- Айхенбаум, Говард (69) — американский психолог[131].
- Гойкович, Предраг Цуне (85) — сербский эстрадный певец[132].
- Дайерс, Эррол (65) — южноафриканский гитарист и композитор[133].
- Духан, Питер (55) — австралийский теннисист[134].
- Дюфурмантель, Анна (53) — французская писательница и философ; несчастный случай[135].
- Каменский, Николай Андреевич (85) — советский прыгун с трамплина на лыжах, заслуженный мастер спорта СССР (1956)[136].
- Ляшенко, Геннадий Иванович (79) — советский украинский композитор, педагог, музыковед, музыкально-общественный деятель[137].
- Мак, Джефф (94) — австралийский певец и автор песен[138].
- Уотлинг, Дебора (69) — британская киноактриса[139].
- Хёрд, Джон (72) — американский актёр[140].
- Хлебопрос, Рем Григорьевич (86) — советский и российский учёный, доктор физико-математических наук, профессор[141].
- Шаринич, Хрвое (82) — хорватский государственный деятель, премьер-министр Хорватии (1992—1993)[142].
- Шарифов, Юрий (71) — советский и украинский музыкант и композитор, музыкальный руководитель ВИА «Червона рута»[143].

## 20 июля

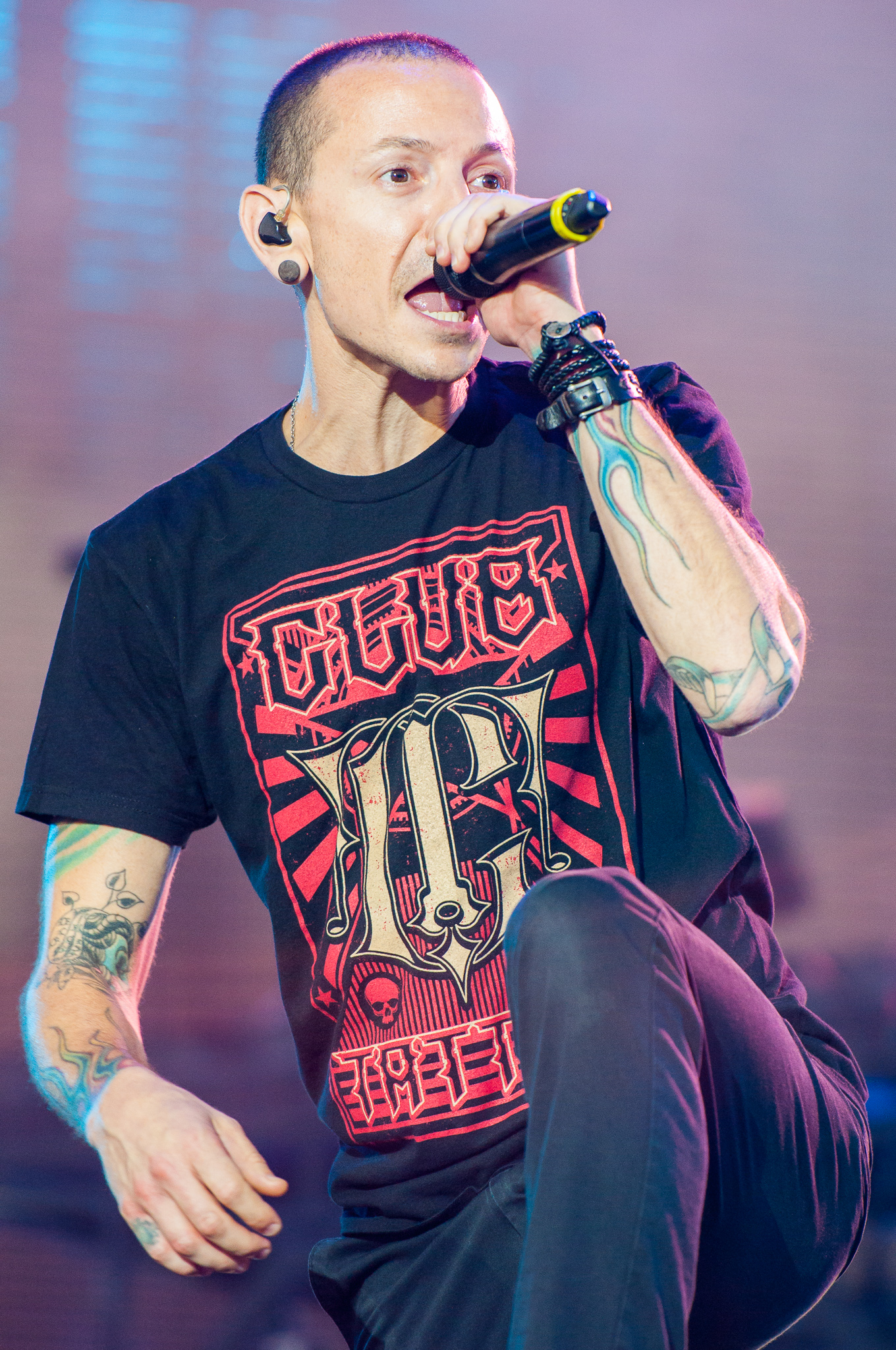
Честер Беннингтон

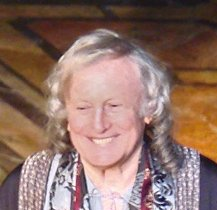
Клод Риш

- Белецкий, Владимир Васильевич (87) — советский и российский учёный в области небесной механики, член-корреспондент РАН (1997)[144].
- Беннингтон, Честер (41) — американский рок-музыкант, вокалист групп Linkin Park, Stone Temple Pilots и Dead by Sunrise; самоубийство[145].
- Бондаренко, Борис Анисимович (93) — советский и узбекский математик, доктор физико-математических наук, академик Академии наук Республики Узбекистан (2000), заслуженный деятель науки УзССР (1983)[146].
- Кемпа, Бернхард (96) — немецкий гандболист и тренер, неоднократный чемпион Европы (как игрок и тренер)[147].
- Лавренов, Григорий Максимович (80) — советский работник рыболовной отрасли, боцман рыбодобывающего судна «Иртыш» производственного объединения «Дагрыба», полный кавалер ордена Трудовой Славы (1988)[148].
- Раго, Джозеф (34) — американский журналист и писатель, лауреат Пулитцеровской премии (2011)[149].
- Риш, Клод (88) — французский актёр, мастер эпизодов[150].
- Франта, Карел (89) — чешский художник, иллюстратор детских книг[151].
- Юргенс, Андреа (50) — немецкая певица[152].
- Яушев, Рустам Исмаилович (80) — советский и российский художник-график, заслуженный художник РСФСР (1980), заслуженный деятель искусств РФ (1995), академик РАХ (1997)[153].

## 19 июля

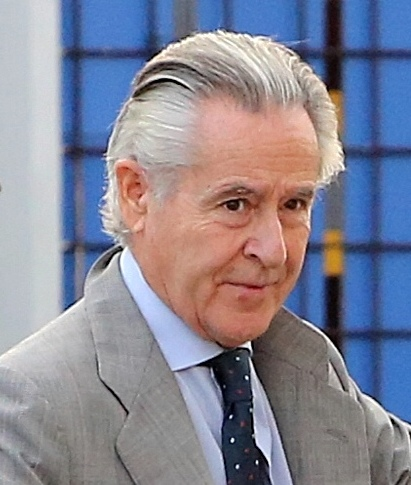
Мигель Блеса

- Бекоев, Михаил Иванович (54) — российский бодибилдер, двукратный чемпион мира[154].
- Блеса, Мигель (69) — испанский банкир, председатель совета директоров банка Caja Madrid (1996—2009); самоубийство[155].
- Гайдуков, Виктор Михайлович (82) —  советский и российский врач, хирург-ортопед и травматолог, изобретатель, автор работ по ортопедии и травматологии, лечению ложных суставов [?].
- Кинах, Виктор Маркович (56) — советский и российский актёр театра и кино, артист «Сатирикона» и Электротеатра Станиславский[156].
- Кукушкин, Михаил Иванович (83) — советский и российский правовед, доктор юридических наук, профессор, ректор Уральской государственной юридической академии (1986—2001)[157].
- Кэр, Джордин (60) — американский физик и инженер, известный своими исследованиями в области лазерных двигателей[158].
- Панеях, Виктор Моисеевич (87) — советский и российский историк, археограф[159].
- Смит, Фенвик (68) — американский флейтист[160].
- Черин, Бого (69) — словенский фотохудожник[161].

## 18 июля

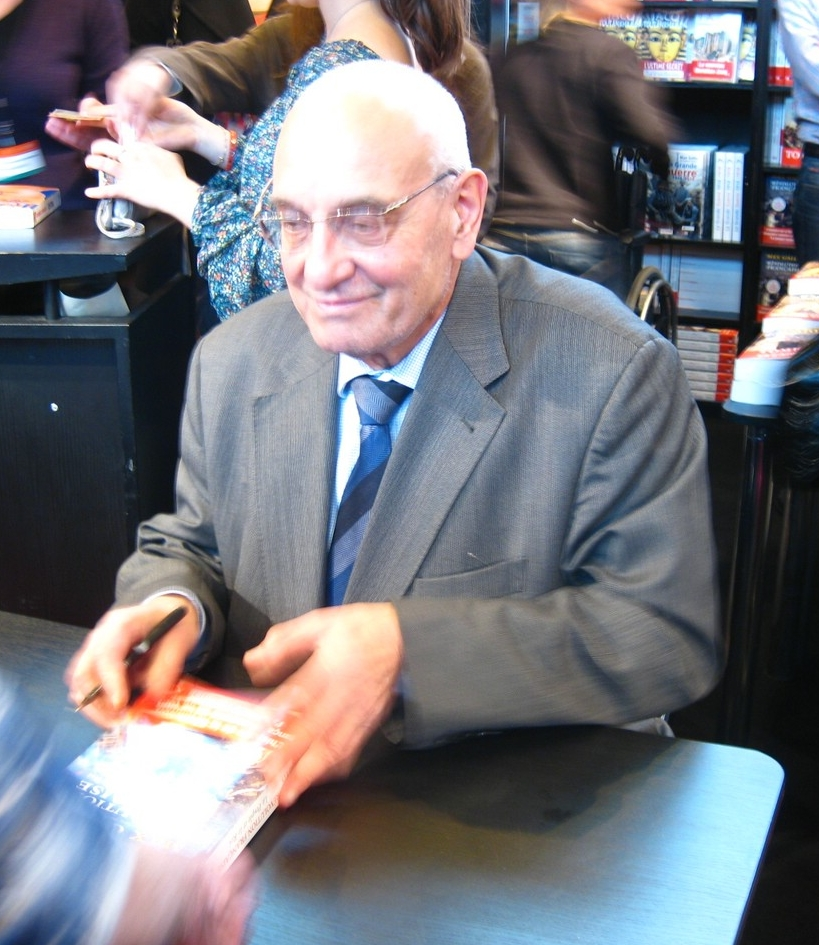
Макс Галло

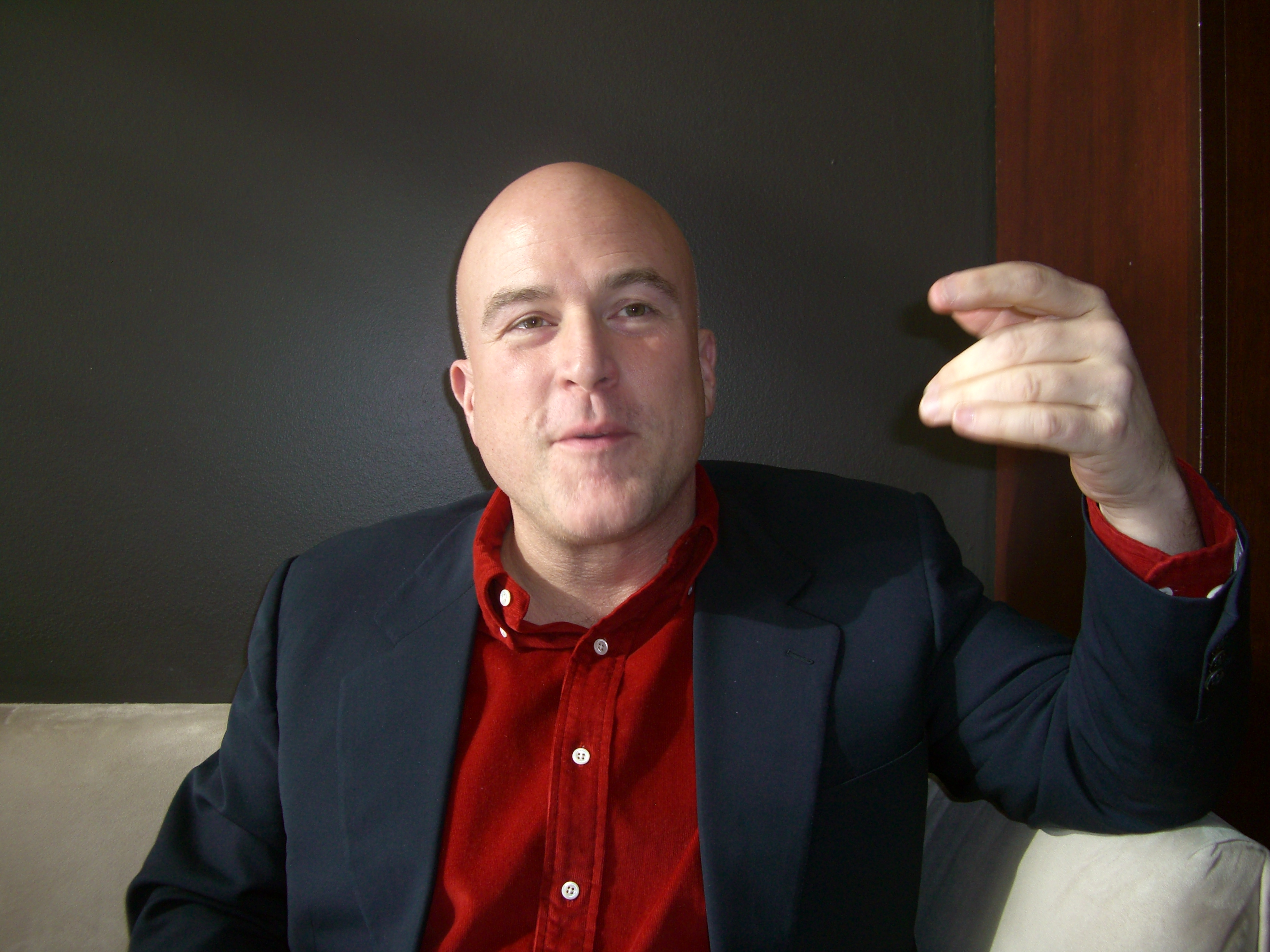
Эндрю Полсон

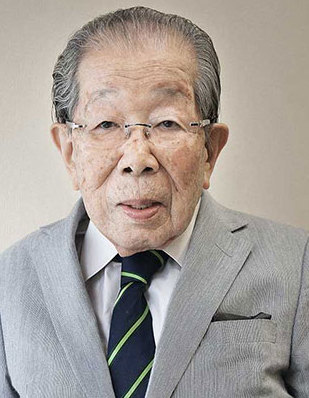
Сигэаки Хинохара

- Ангелов, Михаил (84) — болгарский оперный дирижёр, кавалер ордена Кирилла и Мефодия I степени[162].
- Галло, Макс (85) — французский писатель, историк и политик, член Французской академии (2007)[163].
- Костюков, Владимир Николаевич (67) — советский и российский конструктор, научный руководитель и главный конструктор Научно-производственного центра «Диагностика» (Омск)[164].
- Маслов, Николай Евгеньевич (57) — советский и российский хоккеист, выступавший за ленинградский СКА (1977—1991) и санкт-петербургский СКА (1993—1994)[165].
- Полсон, Эндрю (58) — американский предприниматель, основатель ряда крупных российских интернет-СМИ[166].
- Санчес Параисо, Хосе Луис (75) — испанский легкоатлет (бег), участник Олимпийских игр в Мехико, Мюнхене и Монреале[167].
- Уэст, Ред (81) — американский актёр[168].
- Хинохара, Сигэаки (105) — старейший практиковавший врач Японии и мира[169].
- Черушов, Виктор Афанасьевич (81) — советский и российский государственный деятель, председатель Законодательного Собрания Пензенской области (2003—2007)[170].
- Ширман, Гарри Аронович (97) — молдавский советский джазовый музыкант-мультиинструменталист (тенор-саксофонист, кларнетист, скрипач), эстрадный композитор и дирижёр[171].

## 17 июля
- Абрамова, Елена Владимировна (69) — советская и российская поэтесса[172].
- Аткин, Харви (74) — канадский актёр[173].
- Ахунбаев, Мустафа (82) — советский и киргизский оперный режиссёр и либреттист, народный артист Киргизской ССР[174].
- Лантратов, Сергей Петрович (61) — советский и российский хоккеист («Металлург» Новокузнецк), двукратный чемпион мира среди молодёжи (1975, 1976), чемпион Европы среди юниоров (1975)[175].
- Сакулин, Геннадий Семёнович (67) — советский и российский боксёр, чемпион СССР, мастер спорта международного класса, заслуженный тренер России[176].
- Хельмут, Ивэн (40) — американский актёр[177].

## 16 июля

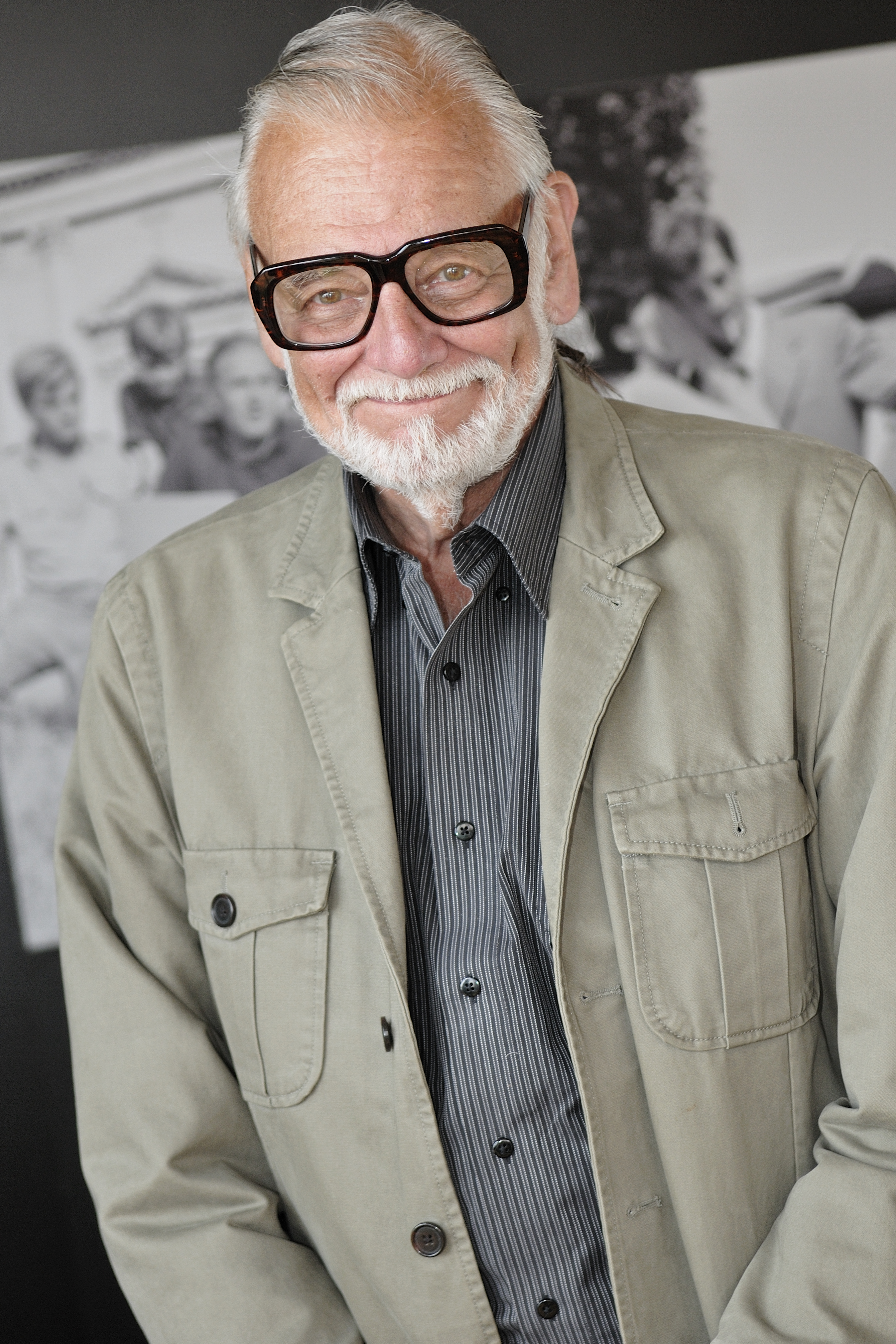
Джордж Ромеро

- Бхандари, Нар Бахадур (76) — индийский государственный деятель, главный министр Сиккима (1979—1984, 1985—1994)[178].
- Бэкстер, Тревор (84) — британский актёр[179].
- Вильфред (67) — австрийский поп-рок певец и композитор, представитель Австрии на конкурсе песни Евровидение 1988[180].
- Глезарова, Майя Самуиловна (92) — советский и российский музыкальный педагог, скрипачка, заслуженный деятель искусств Российской Федерации[181].
- Деполтова, Ева (71) — чешская и словацкая оперная певица (сопрано), солистка Пражского национального театра оперы и балета[182].
- Карпачева, Марина Дмитриевна (64) — российская театральная актриса, актриса Театра на Спасской, заслуженная артистка Российской Федерации[183].
- Личутин, Василий Васильевич (68) — советский и российский художник, брат писателя Владимира Личутина[184].
- Пантелюк, Владимир Владимирович (57) — украинский актёр, артист Ивано-Франковского академического театра драмы, заслуженный артист Украины[185].
- Ромеро, Джордж (77) — американский кинорежиссёр, сценарист и актёр[186].

## 15 июля

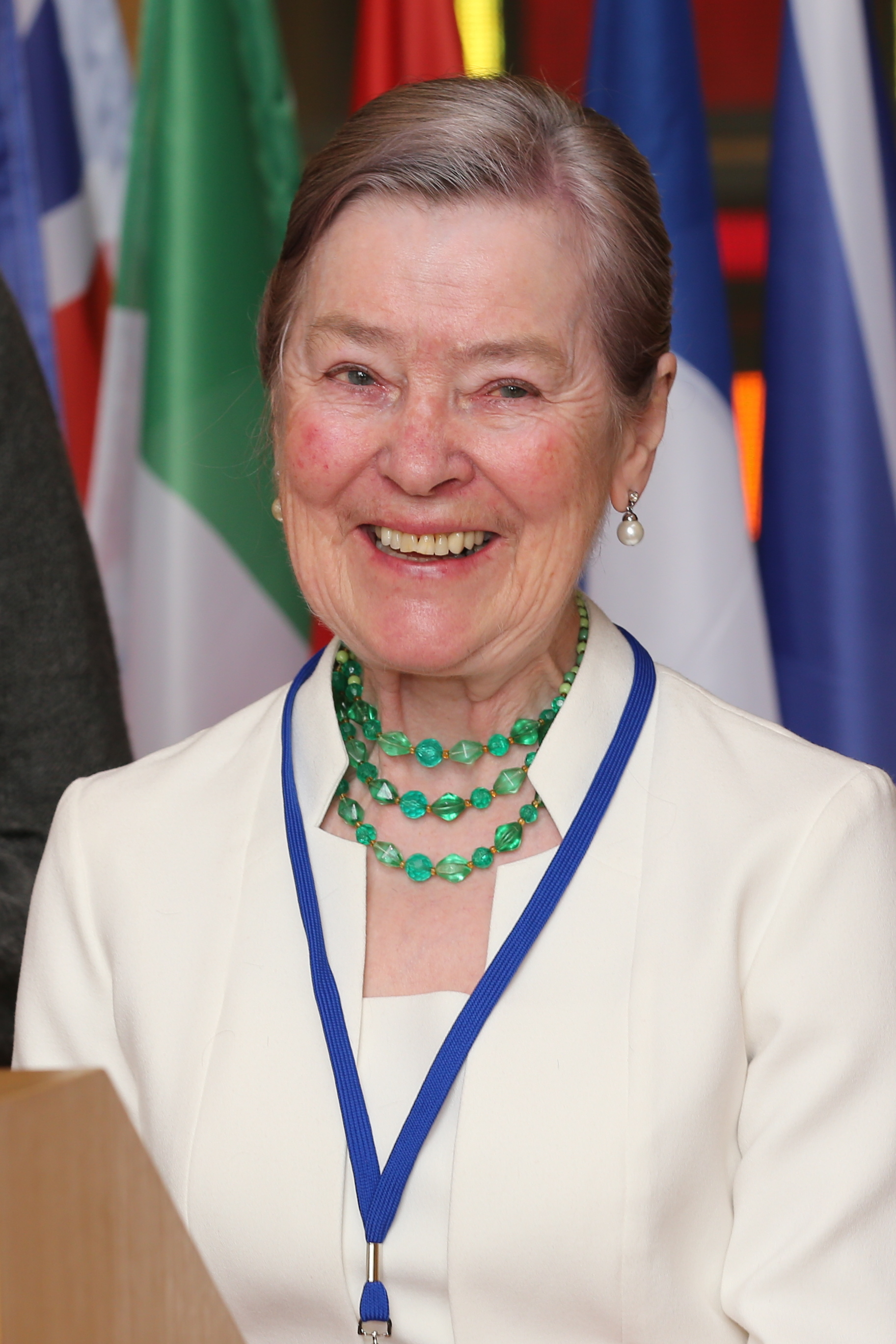
Анна Баттимер

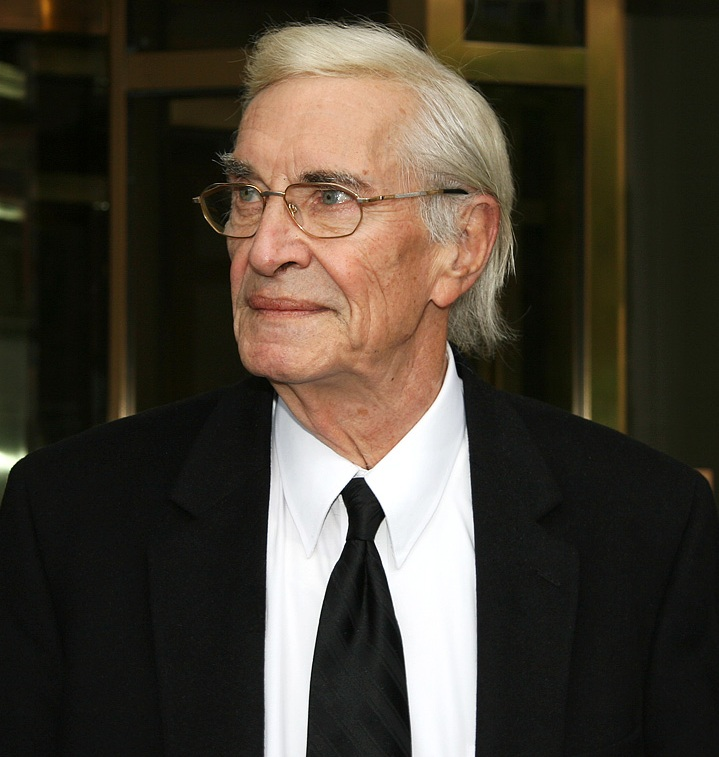
Мартин Ландау

Владимир Толоконников

- Баттимер, Анна (78) — ирландский географ, специалист по социальной географии, истории и философии географической науки[187].
- Воронин, Геннадий Фёдорович (81) — советский и российский химик, доктор химических наук, профессор. Лауреат Государственной премии СССР[188].
- Ландау, Мартин (89) — американский актёр кино и телевидения, лауреат премии «Оскар» (1994)[189].
- Мирзахани, Мариам (40) — иранский и американский математик, лауреат Филдсовской премии (2014)[190].
- Радойчич, Векослав (86) — югославский и хорватский художник и скульптор[191].
- Твардовская, Ольга Александровна (76) — советский и российский художник и сценограф, заслуженный художник России, лауреат Государственной премии России, дочь поэта Александра Твардовского[192].
- Толоконников, Владимир Алексеевич (74) — советский, российский и казахстанский актёр театра и кино, заслуженный артист Казахской ССР, лауреат Государственной премии РСФСР имени братьев Васильевых (1990)[193].
- Хамерль, Йозеф (86) — австрийский футболист, участник чемпионата мира 1958[194].
- Черкасский, Тарас (20) — украинский горнолыжник, член национальной сборной Украины; ДТП[195].

## 14 июля

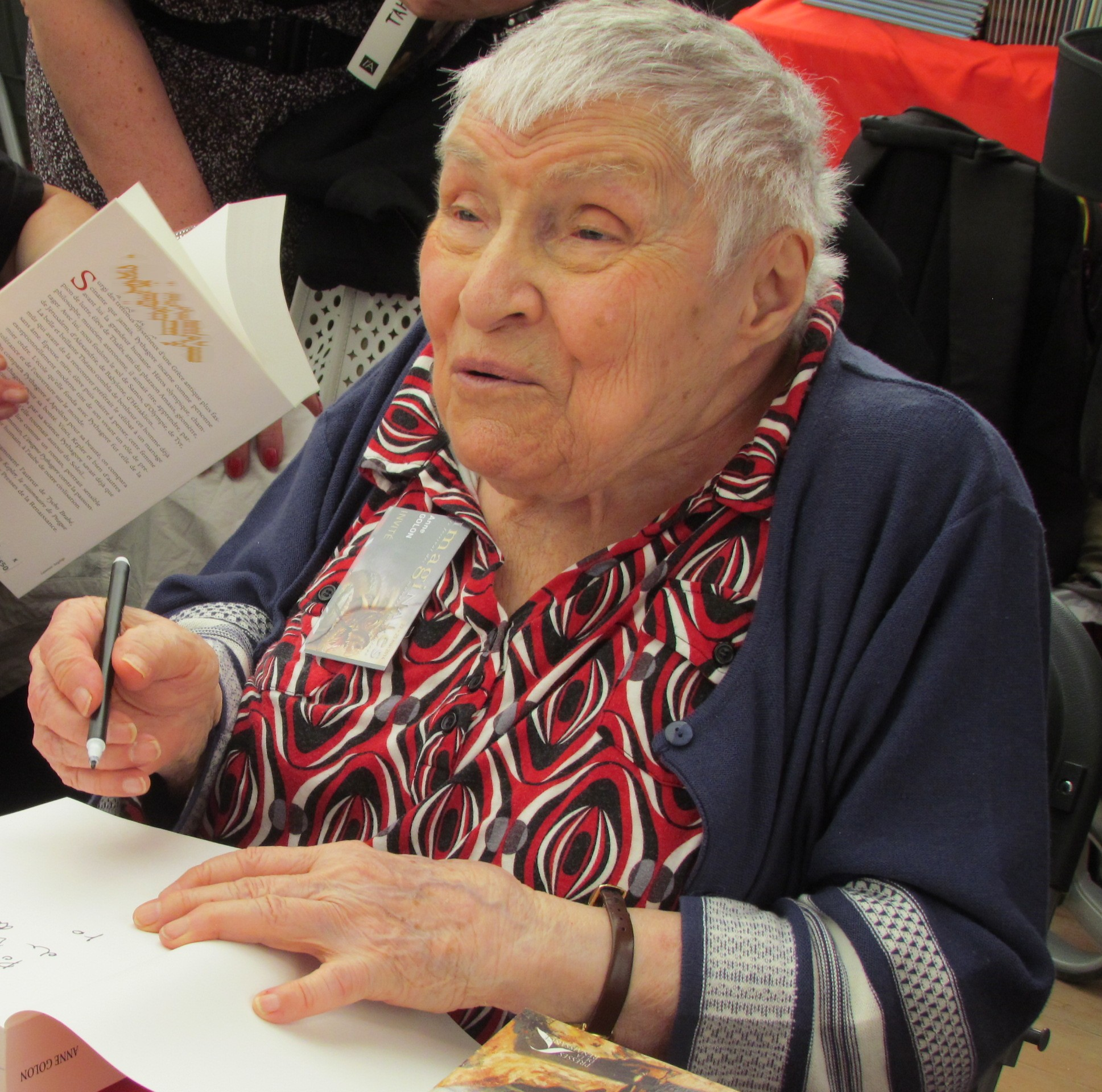
Анн Голон

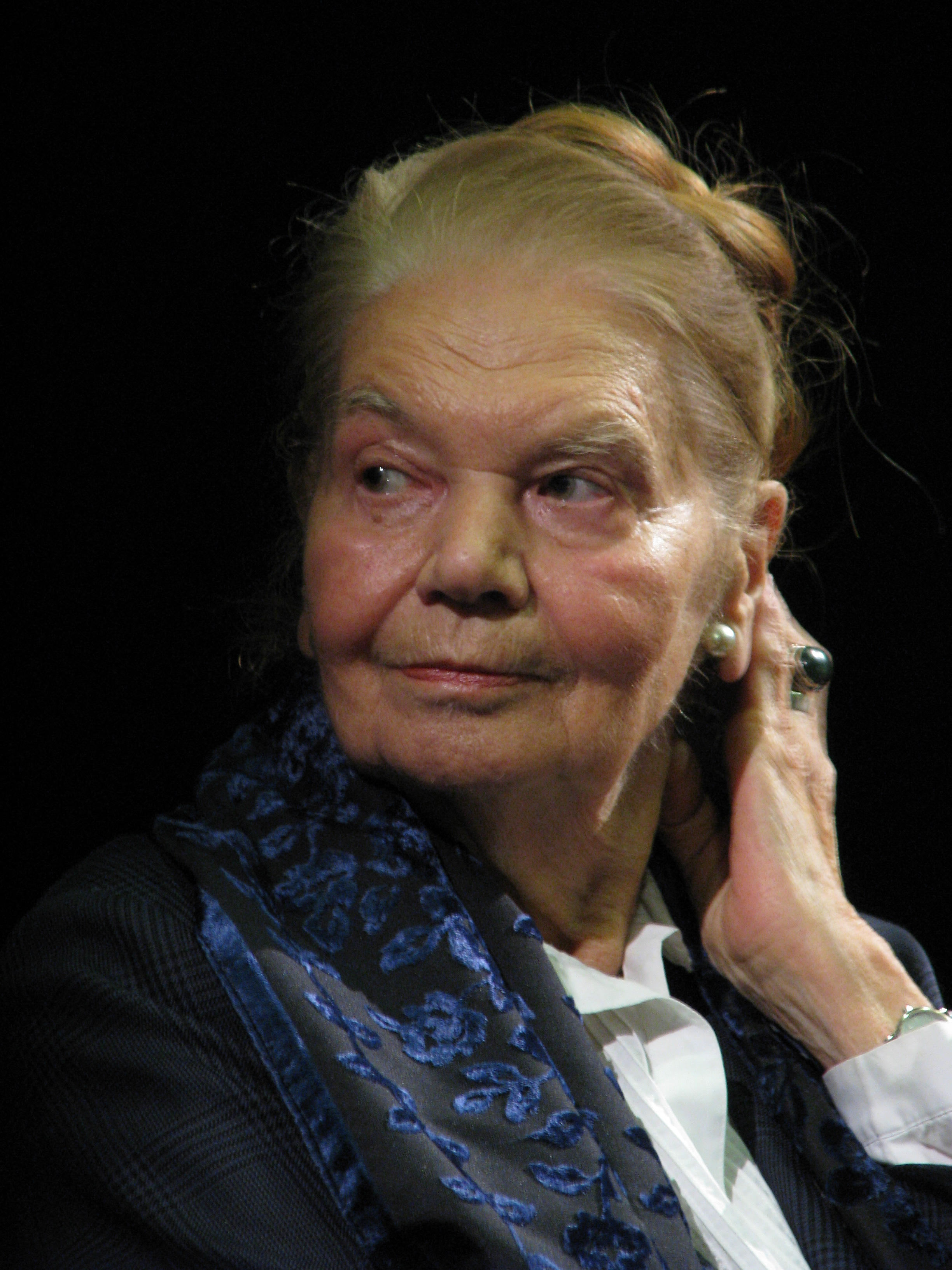
Юлия Хартвиг

- Бимер, Махи (88) — американский певец и композитор[196].
- Голон, Анн (95) — французская писательница, журналистка и киносценаристка[197].
- Губайдуллин, Камиль Губаевич (67) — советский и российский художник-график, преподаватель высшей школы, заслуженный художник Российской Федерации (2002) и Башкортостана (1997)[198].
- Де Бари, Ум Теодор (97) — американский синолог, лауреат Премии Тан (2016)[199].
- Заблидовски, Дэвид (38) — американский гитарист (Adrenaline Mob)[200].
- Ковалёв, Николай Георгиевич (79) — советский и российский учёный, научный руководитель Всероссийского НИИ мелиорированных земель, академик РАН (2013)[201].
- Никола, Клара (90—91) — кубинская гитаристка[202].
- Пиерачини, Джованни (99) — итальянский журналист и государственный деятель, министр общественных работ Италии (1963—1964)[203].
- Рихтер Прада, Педро (96) — перуанский военный и государственный деятель, премьер-министр Перу (1979—1980)[204].
- Фритцше, Клаус (94) — немецкий писатель, участник Второй мировой войны[205].
- Хартвиг, Юлия (95) — польская поэтесса, писательница и переводчик[206].
- Пестрецов, Николай Фёдорович (73) — прапорщик советской армии, участник гражданской войны в Анголе[207].

## 13 июля

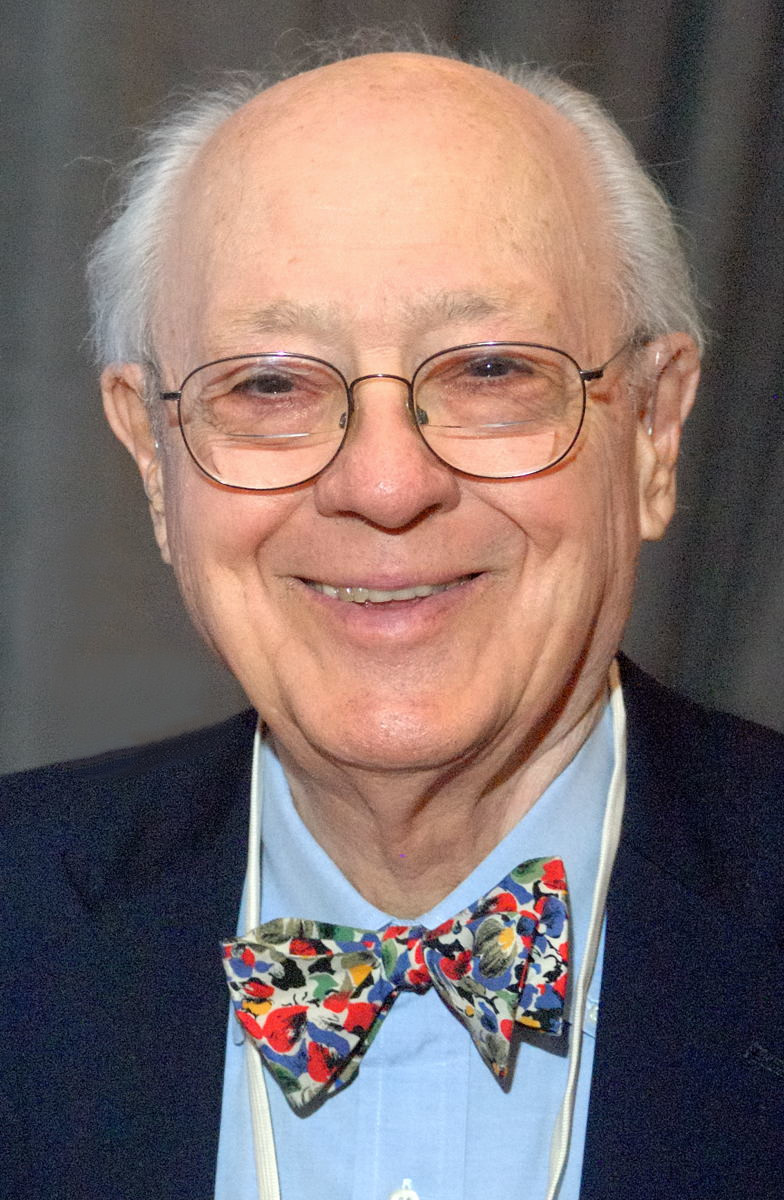
Чарльз Уильям Бахман

- Абдуррахман ибн Абдул-Азиз Аль Сауд (86) — саудовский принц и государственный деятель, сын короля Абдул-Азиза[208].
- Аранджелович, Милан (88) — югославский и сербский футболист (похороны состоялись в этот день)[209].
- Бахман, Чарльз Уильям (92) — американский учёный в области компьютерных наук, создатель Integrated Data Store лауреат Премии Тьюринга (1973)[210].
- Бернекер, Джон (33) — американский актёр и каскадёр[211].
- Годетт, Мари-Жозефин (115) — итальянско-американская супердолгожительница, старейшая жительница Италии, старейшая американка за рубежом[212]..
- Заикин, Геннадий Юрьевич (61) — советский и российский хоккеист и тренер[213].
- Капстад, Эгиль (76) — норвежский джазовый пианист и композитор[214].
- Лечуга, Эктор (88) — мексиканский актёр[215].
- Лю Сяобо (61) — китайский правозащитник, поэт, литератор, лауреат Нобелевской премии мира (2010)[216].
- Рудомино, Адриан Васильевич (92)[значимость?] — советский и российский писатель и публицист, сын Маргариты Рудомино, участник Великой Отечественной войны[217].
- Сердюк, Николай Иванович (83) — советский рабочий, токарь омского ракетно-космического производственного объединения «Полёт», Герой Социалистического Труда (1975)[218].
- Фреш Кид Айс (53) — американский музыкант[219].

## 12 июля

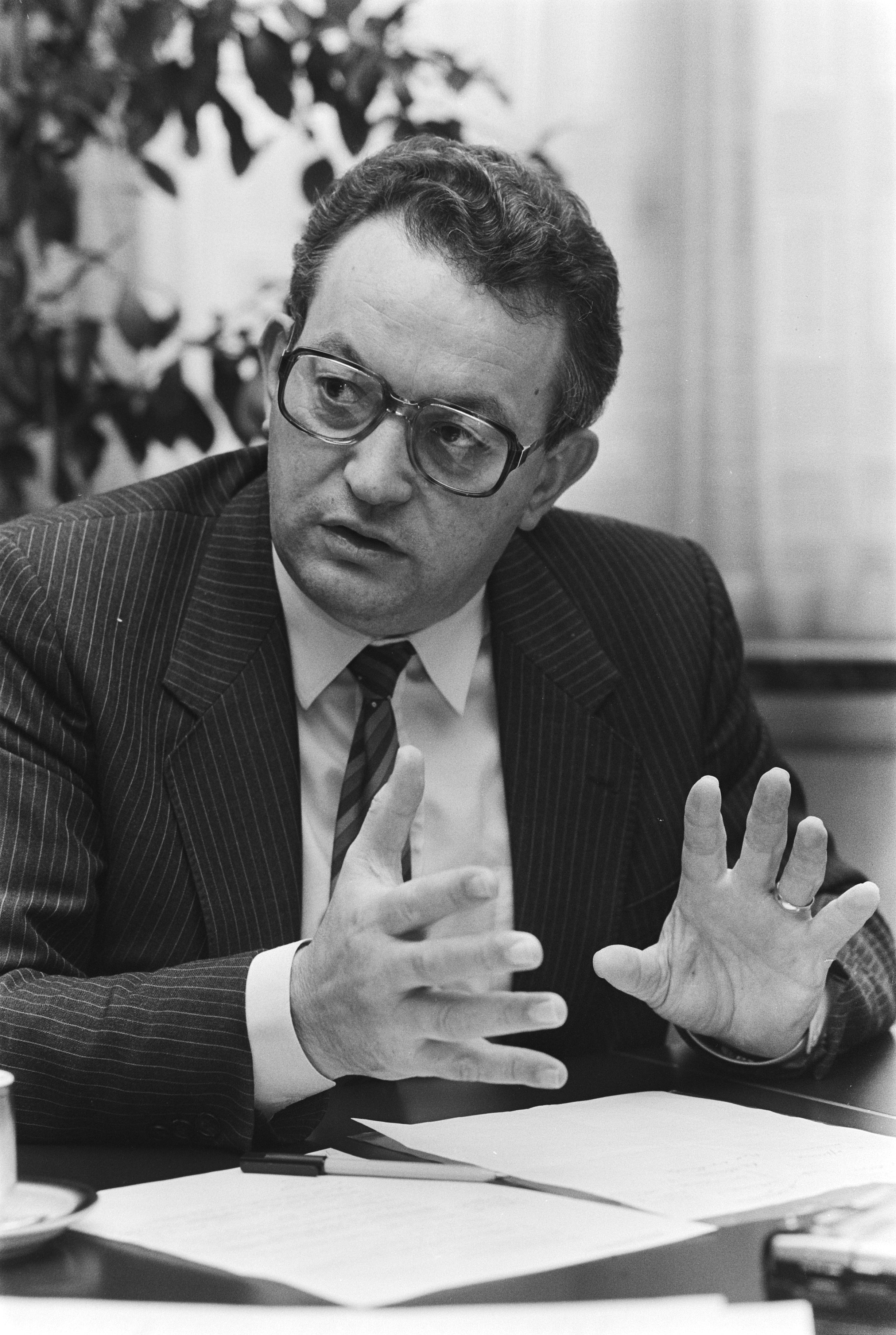
Геррит Бракс

- Аудерс, Арис (55) — советский и латвийский врач, министр здравоохранения Латвии (2003)[220].
- Бездушный, Сергей Васильевич (53) — российский киноактёр[221].
- Бенедетти, Ванда (93) — итальянская актриса кино и телевидения it:Wanda Benedetti.
- Блейзер, Чак (72) — американский спортивный функционер, генеральный секретарь Конфедерации футбола Северной и Центральной Америки, член исполкома ФИФА[222].
- Бракс, Геррит (84) — нидерландский государственный деятель, министр сельского хозяйства (1980—1981, 1982—1990, министр образования и науки (1989), президент Сената Нидерландов (2001—2003)[223].
- Бунина, Ирина Алексеевна (77) — советская, российская и украинская актриса театра и кино, народная артистка Украины (1992)[224].
- Голомшток, Игорь Наумович (88) — советский и британский историк искусства[225].
- Кобзарь, Виктор Петрович (66) — российский гандболист, тренер («Университет-Нева»)[226].
- Корчиков, Олег Глебович (78) — советский, российский и белорусский актёр театра и кино, заслуженный артист РСФСР (1980) [www.kino-teatr.ru/kino/acter/m/ros/2167/bio/].
- Мащенко, Александр (38)[значимость?] — украинский спортивный комментатор, главный редактор телеканала XSport[227].
- Миансарова, Тамара Григорьевна (86) — советская и российская эстрадная певица (лирическое сопрано), народная артистка России (1996)[228].
- Симхович, Симхе (96) — канадский еврейский поэт (идиш)[229].
- Слоан, Тод (89) — канадский хоккеист, обладатель Кубка Стэнли (1961)[230].
- Фири, Рэй (70) — южноафриканский джазовый музыкант[231].

## 11 июля

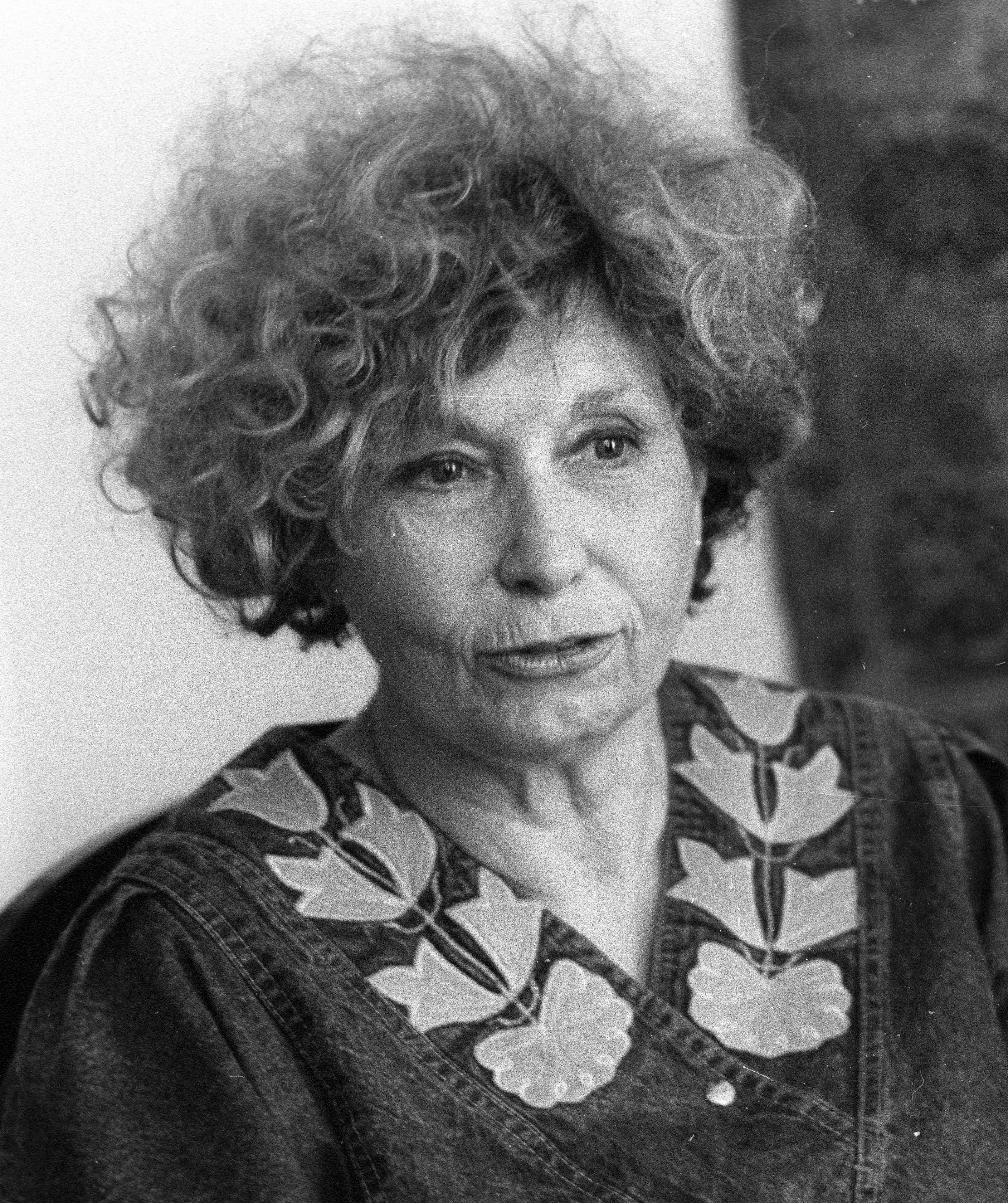
Эва Шуберт

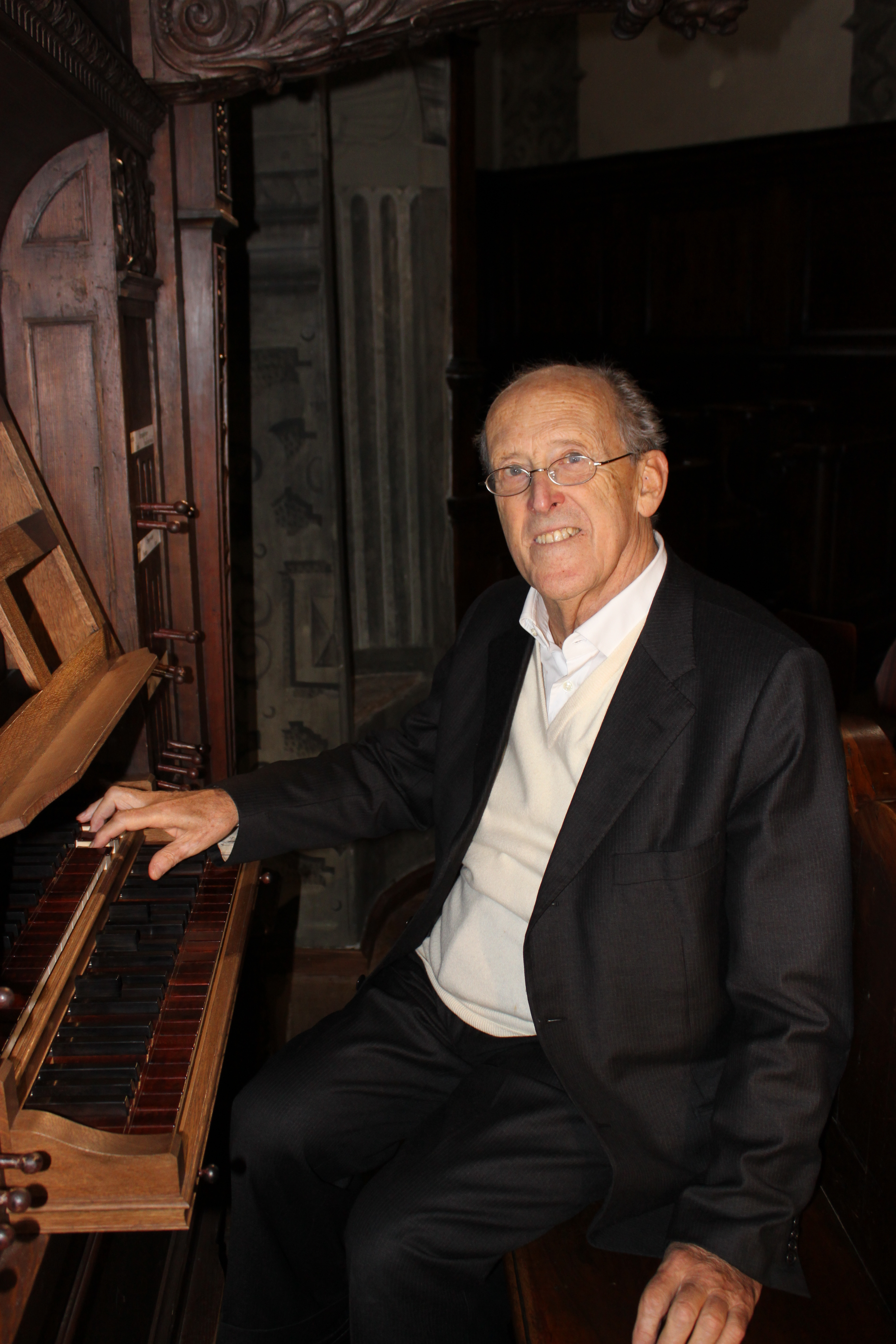
Луиджи Тальявини

- Бивотт, Николас (77) — кенийский бизнесмен и государственный деятель, министр[232].
- Коларж, Эвжен (67) — чехословацкий и чешский продюсер[233][234].
- Комиссаров, Владимир Сергеевич (66) — советский и российский правовед, криминолог, доктор юридических наук, профессор, почётный работник высшего профессионального образования Российской Федерации (2005)[235].
- Кукель-Краевский, Николай Владимирович (95) — участник Великой Отечественной войны, председатель райисполкома Центрального района Омска (1964—1967), сын Владимира Кукеля[236].
- Ламбер, Жан-Мишель (65) — французский писатель и судья[237].
- Майоров, Александр Васильевич (75) — советский и российский режиссёр, киносценарист и актёр[237].
- Смит, Денис Мак (97) — британский историк[238].
- Тальявини, Луиджи (88) — итальянский органист и композитор[239].
- Усманов, Имран Германович (64) — российский певец, композитор, народный артист Чечено-Ингушской АССР[240].
- Финьоле, Жан-Клод (76) — гаитянский писатель[241].
- Хакан, Фикрет (83) — турецкий актёр[242].
- Шуберт, Эва (86) — венгерская актриса[243].
- Эстела, Мария (75) — бразильская актриса[244].

## 10 июля

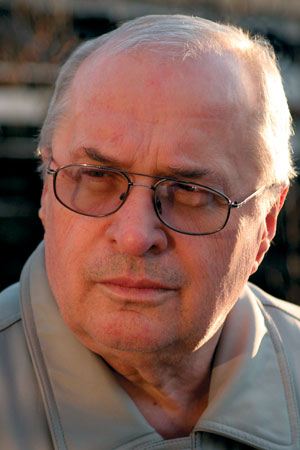
Аугустин Бузура

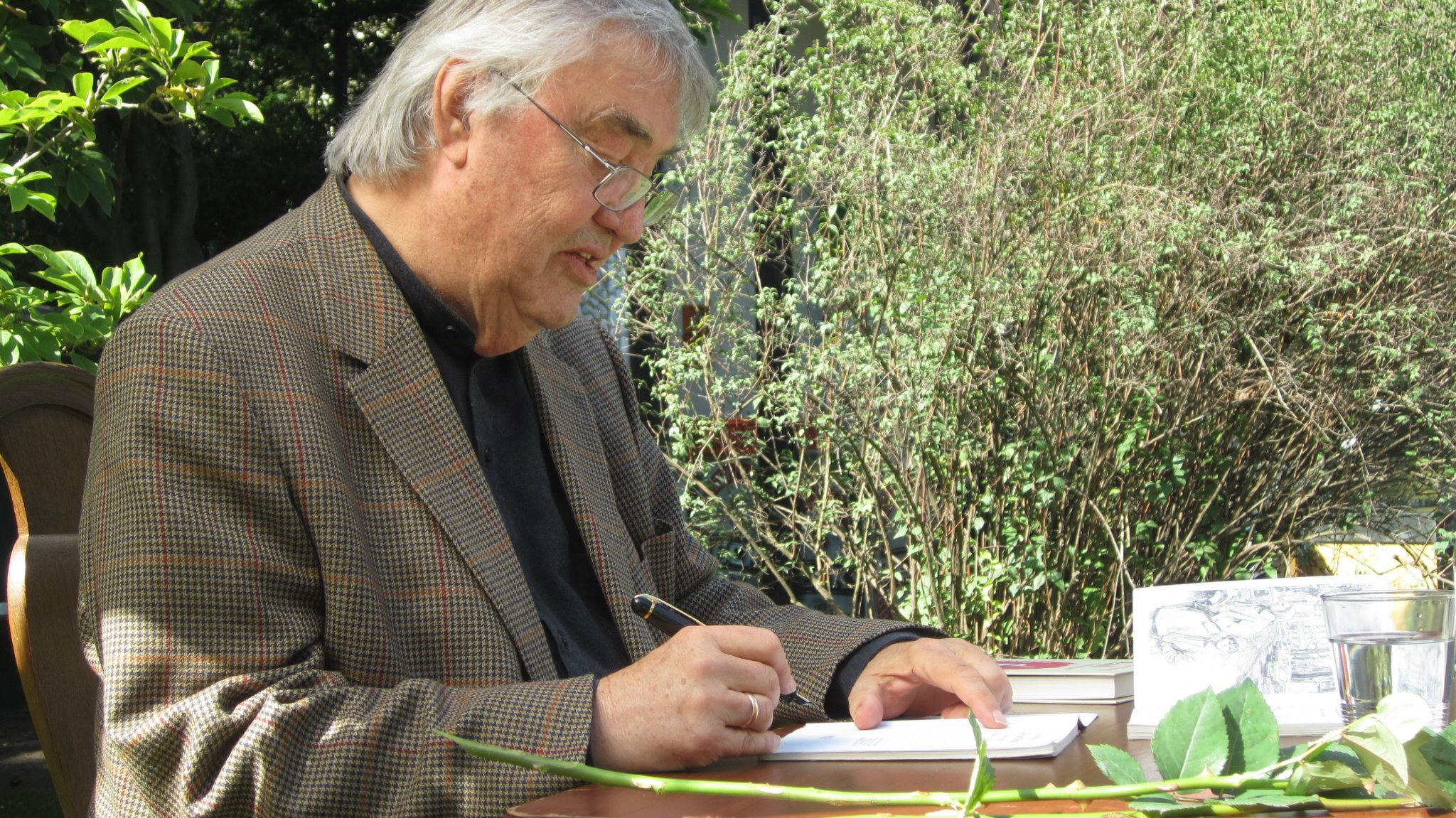
Петер Хертлинг

- Бузура, Аугустин (78) — румынский писатель, эссеист и сценарист, журналист, редактор, литературный критик[245].
- Винья, Эльвира (69) — бразильская писательница[246].
- Казанцев, Виктор Алексеевич (76) — советский и российский тренер по лёгкой атлетике, заслуженный тренер СССР[247].
- Кокоскерия, Андриано Баталович (26) — абхазский футболист, чемпион Абхазии[248].
- Конте, Дауд Альхаджи (25) — сьерра-леонский футболист, вратарь национальной сборной страны[249].
- Коффи, Эжен (29) — ивуарийский футболист[250].
- Назаралиев, Калыйбек (65) — киргизский актёр театра и кино, заслуженный артист Киргизской ССР[251].
- Садоян, Изабель (89) — французская актриса[252].
- Тендулькар, Мангеш (82) — индийский художник-мультипликатор, брат писателя Виджи Тендулькара[253].
- Хертлинг, Петер (83) — немецкий поэт и прозаик[254].

## 9 июля

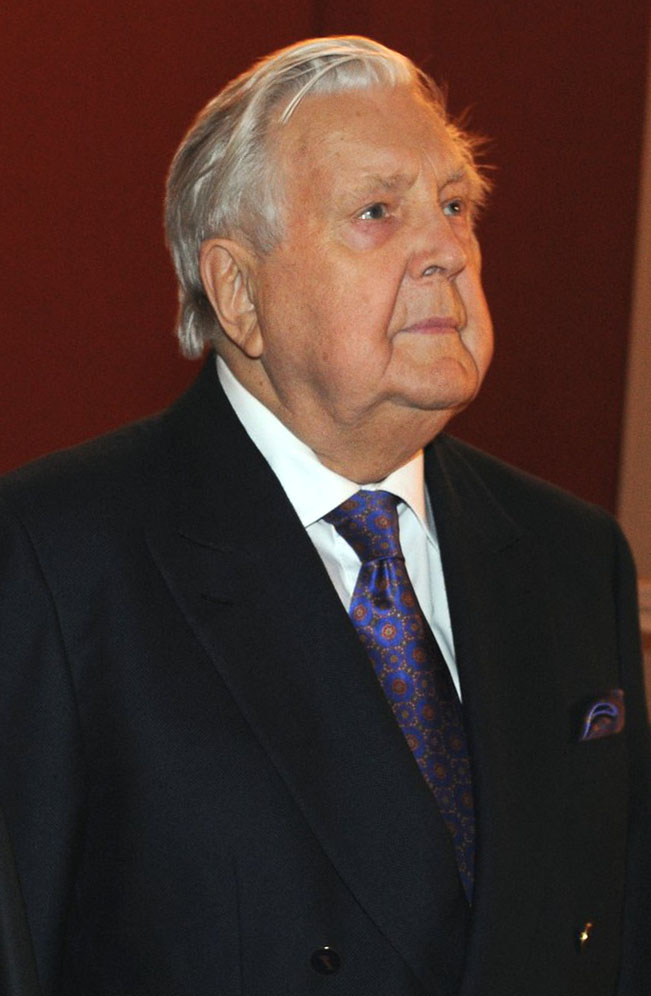
Илья Глазунов

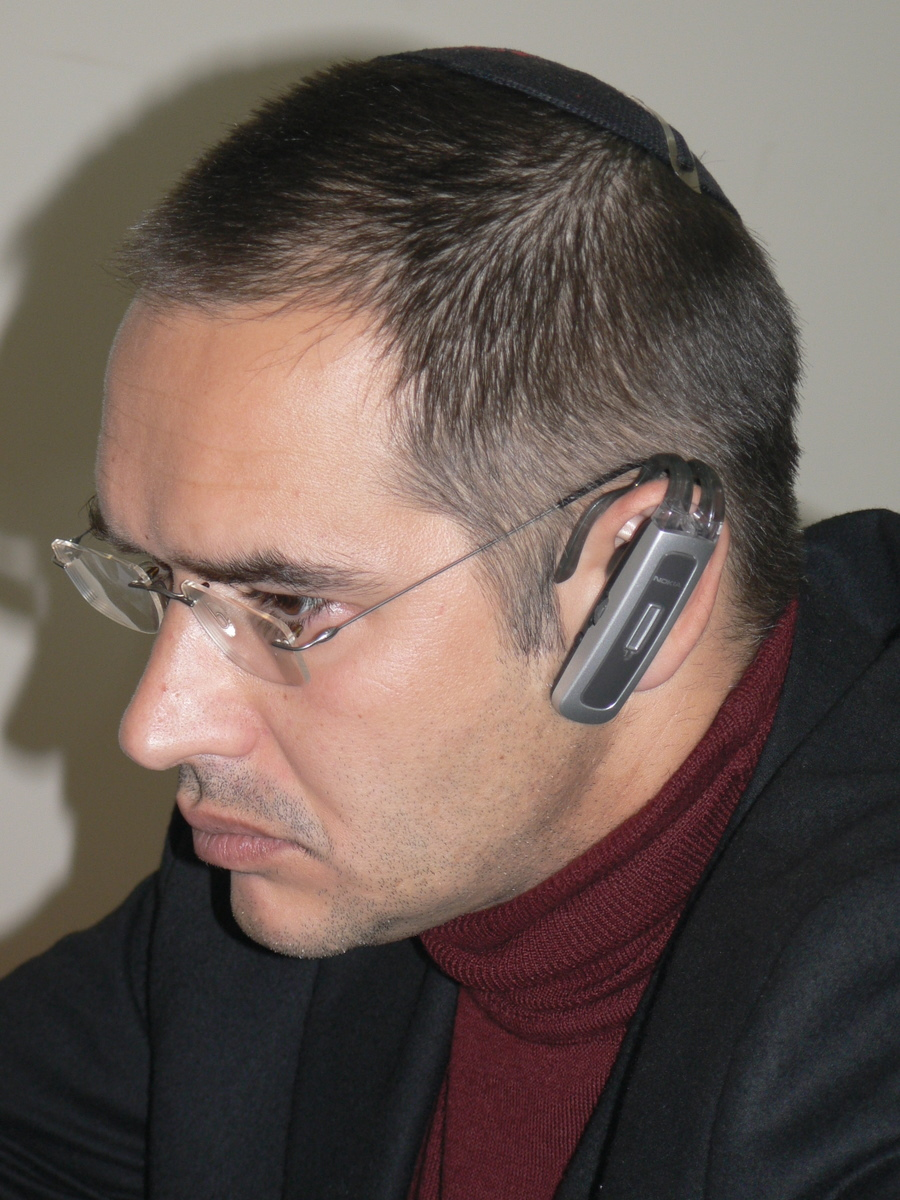
Антон Носик

- Бектемисова, Райхан (69) — казахстанский литературовед, культуролог и писательница, глава творческого объединения «Литературный дом Алма-Ата»[255].
- Вигуру, Робер (94) — французский политик, мэр Марселя (1986—1995) и депутат Сената Франции (1989—1998), писатель[256].
- Глазунов, Илья Сергеевич (87) — советский и российский художник, педагог, народный художник СССР (1980), лауреат Государственной премии Российской Федерации (1997), академик РАХ (2000), полный кавалер ордена «За заслуги перед Отечеством»[257].
- Лозовая, Ирина Евгеньевна (67) — советский и российский музыковед, педагог, профессор Московской государственной консерватории им. П. И. Чайковского[258].
- Носик, Антон Борисович (51) — российский и израильский журналист, деятель Рунета, блогер[259].
- Пейхель, Эдуард Валентинович (79) — советский и украинский шахматист, судья международной категории по шахматам, заслуженный тренер Украины, мастер спорта Украины, директор Объединения шахматно-шашечных клубов Одесской области[260].
- Райт, Марлон (50) — канадский и ямайский боксёр и рефери[261].
- Рико, Пакита (87) — испанская актриса и певица[262].
- Саньял, Сумита (71) — индийская актриса[263].
- Тайлардат, Адольфо (83) — венесуэльский дипломат, постоянный представитель Вененсуэлы в ООН (с 1993 года),Председатель Совета Безопасности ООН (1993)[264].
- Чандра, Нареш (82) — индийский государственный деятель, губернатор штата Гуджарат (1995—1996), посол Индии в США (1996—2001)[265].

## 8 июля

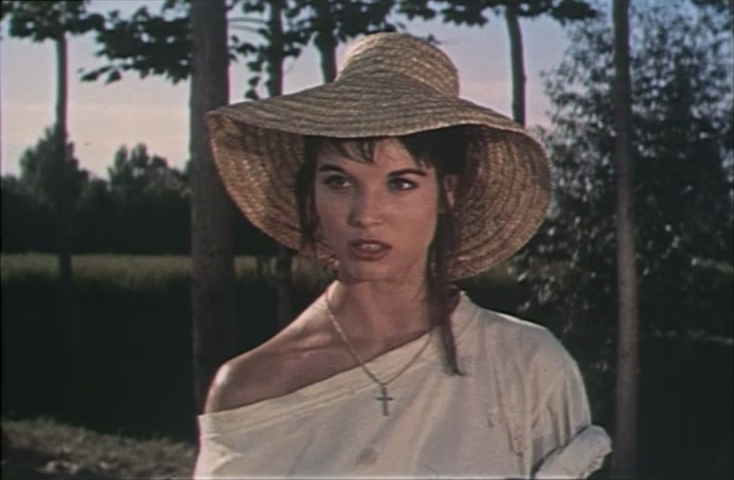
Эльза Мартинелли

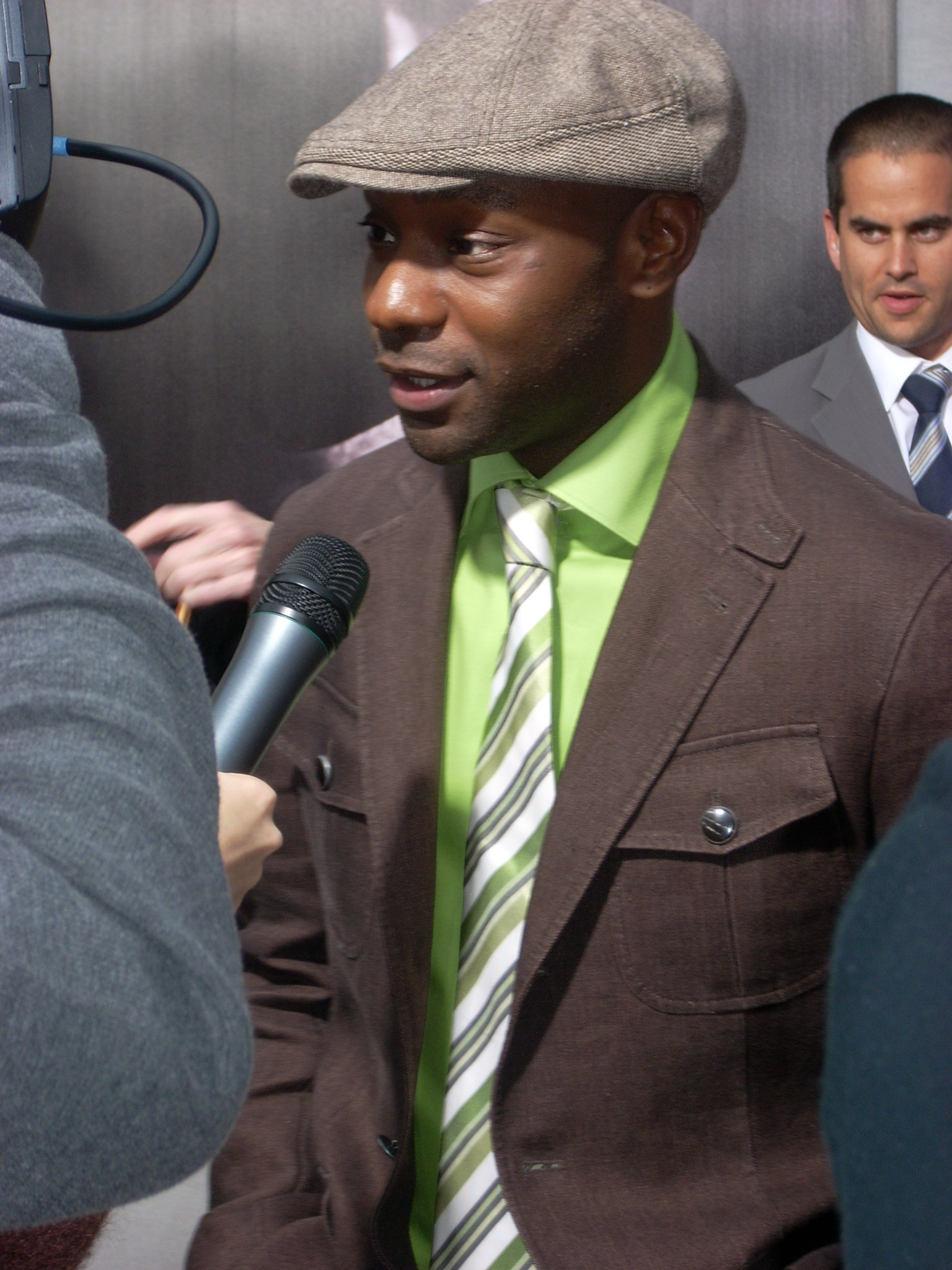
Нелсан Эллис

- Гонсалес, Карлос (82) — мексиканский футболист, участник чемпионата мира (1958)[266].
- Джонс, Дон (79) — канадский хоккеист {«Монреаль Канадиенс», «Нью-Йорк Рейнджерс», «Миннесота Норт Старз»}[267].
- Ёкояма, Сэйдзи (82) — японский композитор[268].
- Лабберс, Боб (95) — американский карикатурист[269].
- Мартинелли, Эльза (82) — итальянская актриса и фотомодель[270].
- Нкайсери, Джозеф Оле (67) — кенийский государственный деятель, министр внутренних дел Кении (с 2014 года)[271].
- Роозипуу, Ханс (86) — советский эстонский кинорежиссёр-документалист, оператор, сценарист, продюсер и монтажёр[272].
- Эллис, Нелсан (39) — американский актёр[273].

## 7 июля

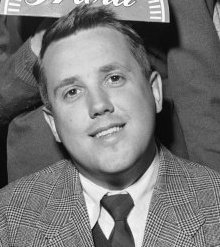
Эгиль Монн-Иверсен

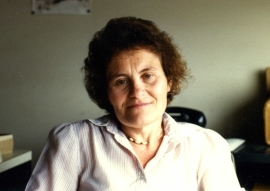
Марина Ратнер

- Абрамов, Владимир Николаевич (68) — советский футболист, защитник, чемпион СССР (1972)[274].
- Агеев, Виктор Иванович (85) — советский и российский фотохудожник, заслуженный работник культуры Российской Федерации[275].
- Бернар, Жан-Пьер (84) — французский актёр[276].
- Блок, Пьеретта (89) — швейцарская художница[277].
- Дэниелс, Дэнни (92) — американский хореограф[278].
- Ивашков, Владимир Михайлович (91) — советский и российский футболист и тренер («Локомотив», Москва), тренер юношеской сборной СССР по футболу, заслуженный тренер СССР, труженик тыла во время Великой Отечественной войны[279].
- Карлквист, Хокан (63) — шведский мотогонщик, чемпион мира (1979, 1983)[280].
- Кошлаков, Георгий Вадимович (81) — советский, российский и таджикский геофизик, лауреат Государственной премии Таджикской ССР в области науки и техники (1977)[281].
- Льюис, Дэниел (92) — американский дирижёр[282].
- Монн-Иверсен, Эгиль (89) — норвежский пианист и композитор[283].
- Ратнер, Марина Евсеевна (78) — американский математик, профессор математики в Беркли, труды которой относятся к эргодической теории.
- Сандберг, Майкл (90) — британский банкир, президент The Hongkong and Shanghai Banking Corporation (1977—1986)[284].
- Сильверман, Кеннет (81) — американский биограф, лауреат Пулитцеровской премии (1985)[285].
- Хамахер, Вернер (69) — немецкий философ, филолог, переводчик[286].
- Холл, Клод (83) — американский писатель и журналист[287].
- Чайзмартин, Сьюзан (96) — французская органистка[288].

## 6 июля

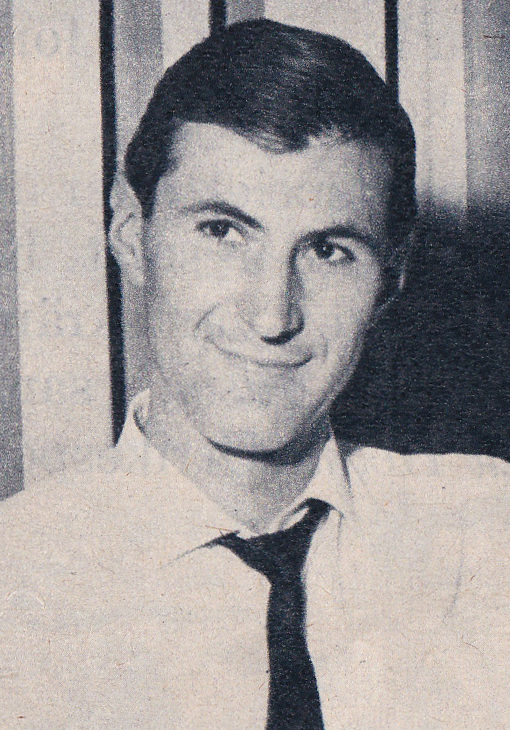
Хайнц Шнайтер

- Антонов, Владимир Иванович (80) — советский и украинский актёр, народный артист Украины (1991)[289].
- Гремоли, Джованни Бернардо (91) — итальянский католический прелат, епископ, викарий апостольского викариата Аравии (1975—2005)[290].
- Джонс, Мелвин (73) — американский музыкант[291].
- Коломбрес, Хуан Карлос (94) — испанский политический карикатурист[292].
- Левкович, Константин (88) — польский кинорежиссёр[293].
- Ли, Джоан (93) — американская актриса и модель, жена автора комиксов Стэна Ли[294].
- Лопес, Дэвид (39) — мексиканский профессиональный боксёр, чемпион мира (2013—2014)[295].
- Накадзима, Сю (69) — японский актёр[296].
- Овсепян, Арташес Авагович (86) — советский и армянский скульптор[297].
- Орийак, Мишель (88) — французский государственный деятель, министр кооперации (1986—1988)[298].
- Рекемчук, Александр Евсеевич (89) — русский писатель и сценарист, журналист[299].
- Руснак, Иван Иванович (50) — советский и украинский футболист, игравший на позиции центрального защитника[300].
- Сандерс, Томас (63) — американский художник-постановщик кино[301].
- Текин, Галип (59) — турецкий художник[302].
- Шнайтер, Хайнц (82) — швейцарский футболист, игрок национальной сборной, участник двух чемпионатов мира (1962, 1966)[303].

## 5 июля

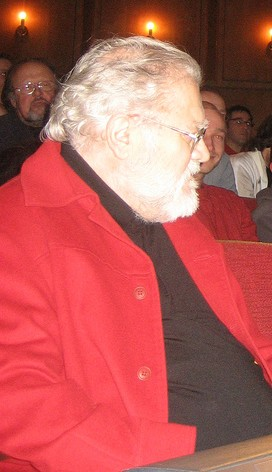
Пьер Анри

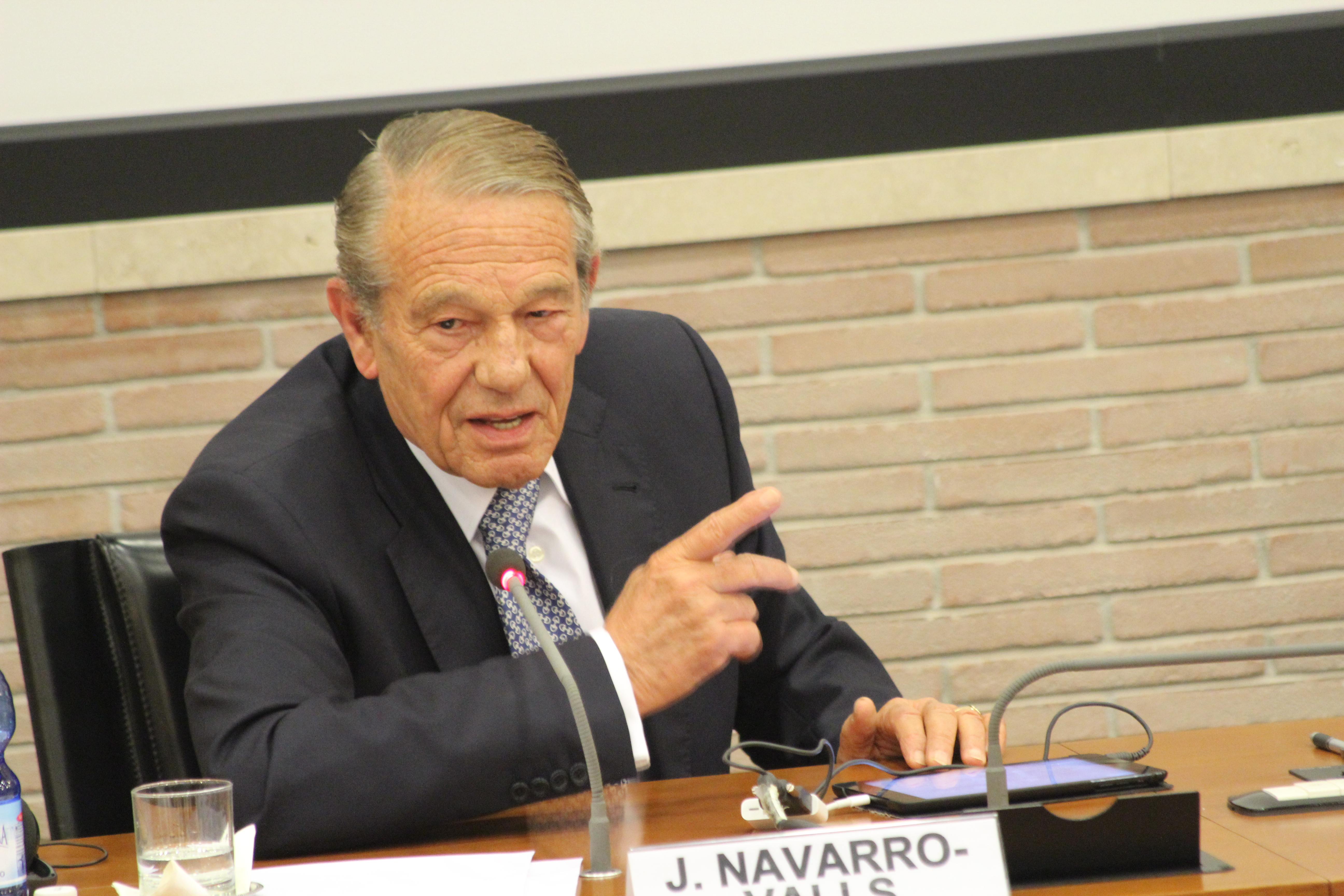
Хоакин Наварро Вальс

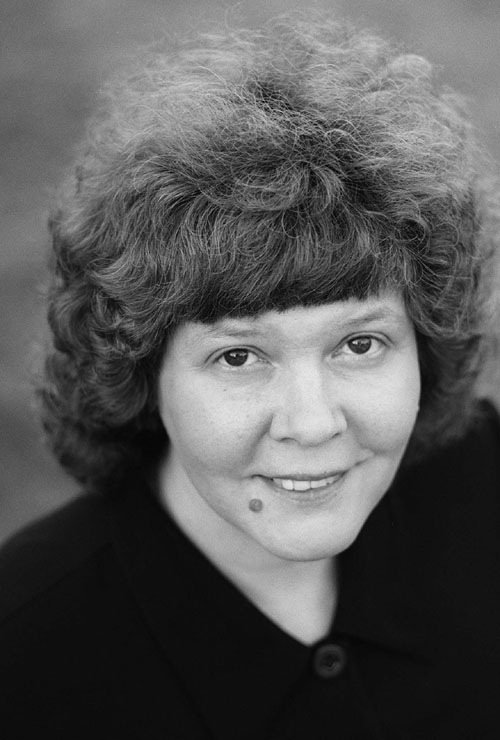
Ирина Ратушинская

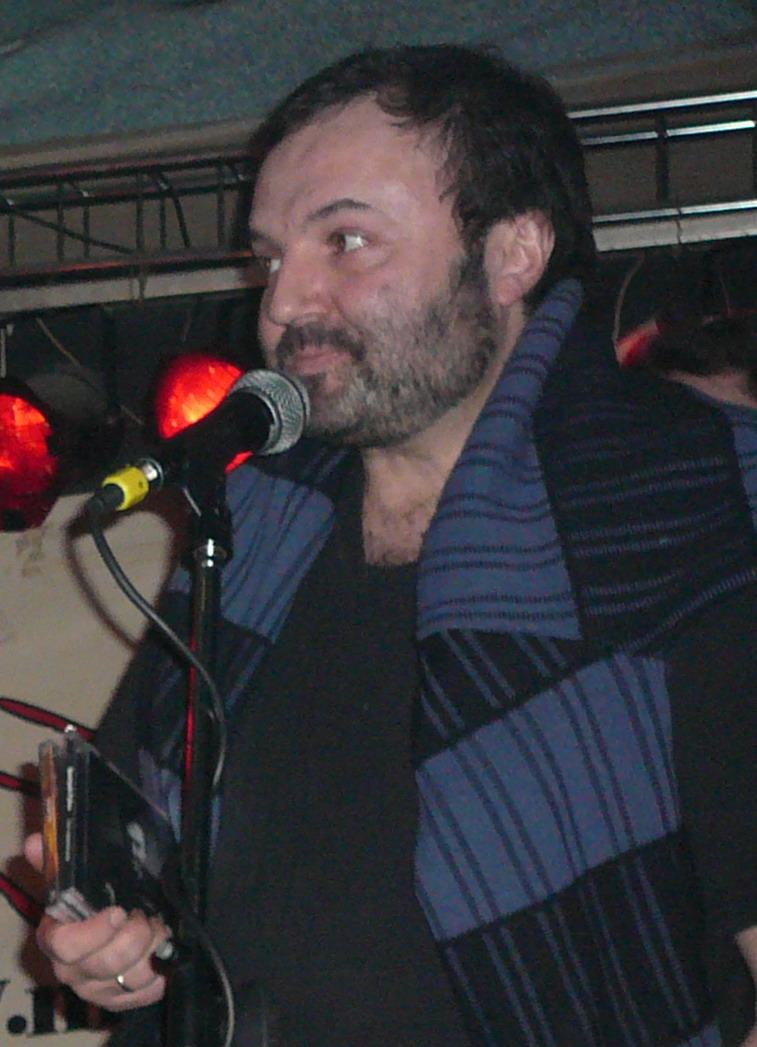
Дмитрий Рубин

- Анри, Пьер (89) — французский композитор, основатель конкретной музыки[304].
- Караваева, Людмила Михайловна (66) — советский и российский искусствовед, директор Астраханского государственного историко-архитектурного музея-заповедника, председатель правления Астраханской организации Союза художников Российской Федерации (2011—2017), заслуженный работник культуры РФ[305].
- Коннерс, Кейт (84) — американский психолог, впервые диагностировавший синдром дефицита внимания и гиперактивности[306].
- Литвин, Олег Александрович (80) — советский и российский фотожурналист, обозреватель ТАСС и газеты «Комсомольская правда»[307].
- Майснер, Йоахим (83) — немецкий кардинал, епископ Берлина (1980—1988), архиепископ Кёльна (1988—2014)[308].
- Маккензи, Джон (91) — шотландский футболист, игрок национальной сборной, участник чемпионата мира по футболу (1954)[309].
- Маркарян, Генрих (92) — советский и армянский кинорежиссёр, заслуженный артист Республики Армения[310].
- Маркович, Миливое Мича (78) — югославский и сербский композитор, музыкант-исполнитель и педагог[311].
- Мелендес, Сантьяго (58) — испанский актёр[312].
- Менаж, Жиль (74) — французский государственный деятель, директор канцелярии президента Франции (1988—1992)[313],
- Мухаммадиев, Насриддин Мисриддинович (70) — советский и узбекский государственный и общественный деятель, директор Республиканского интернационального культурного центра Узбекистана, заслуженный работник культуры Узбекистана[314].
- Наварро-Вальс, Хоакин (80) — испанский врач и журналист, пресс-секретарь Ватикана (1984—2006)[315].
- Пелцер, Петр (76) — чешский актёр[316].
- Ратушинская, Ирина Борисовна (63) — советская и российская поэтесса, прозаик, киносценарист, диссидентка[317].
- Решке, Вилли (95) — немецкий лётчик, кавалер Рыцарского креста Железного креста (1945)[318].
- Рубин, Дмитрий Александрович (55) — российский поэт-песенник, сценарист, актёр и музыкант[319].
- Федонюк, Ярослав Иванович (77) — советский и украинский медик, анатом и морфолог, заслуженный деятель науки и техники УССР, профессор (1986) [Медична академія. — 2017. — № 13 (8 лип.). — С. 8. — (Вічна пам’ять)].

## 4 июля

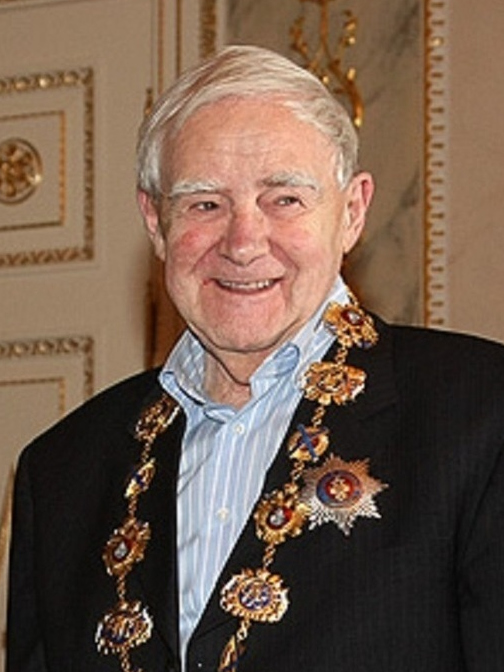
Даниил Гранин

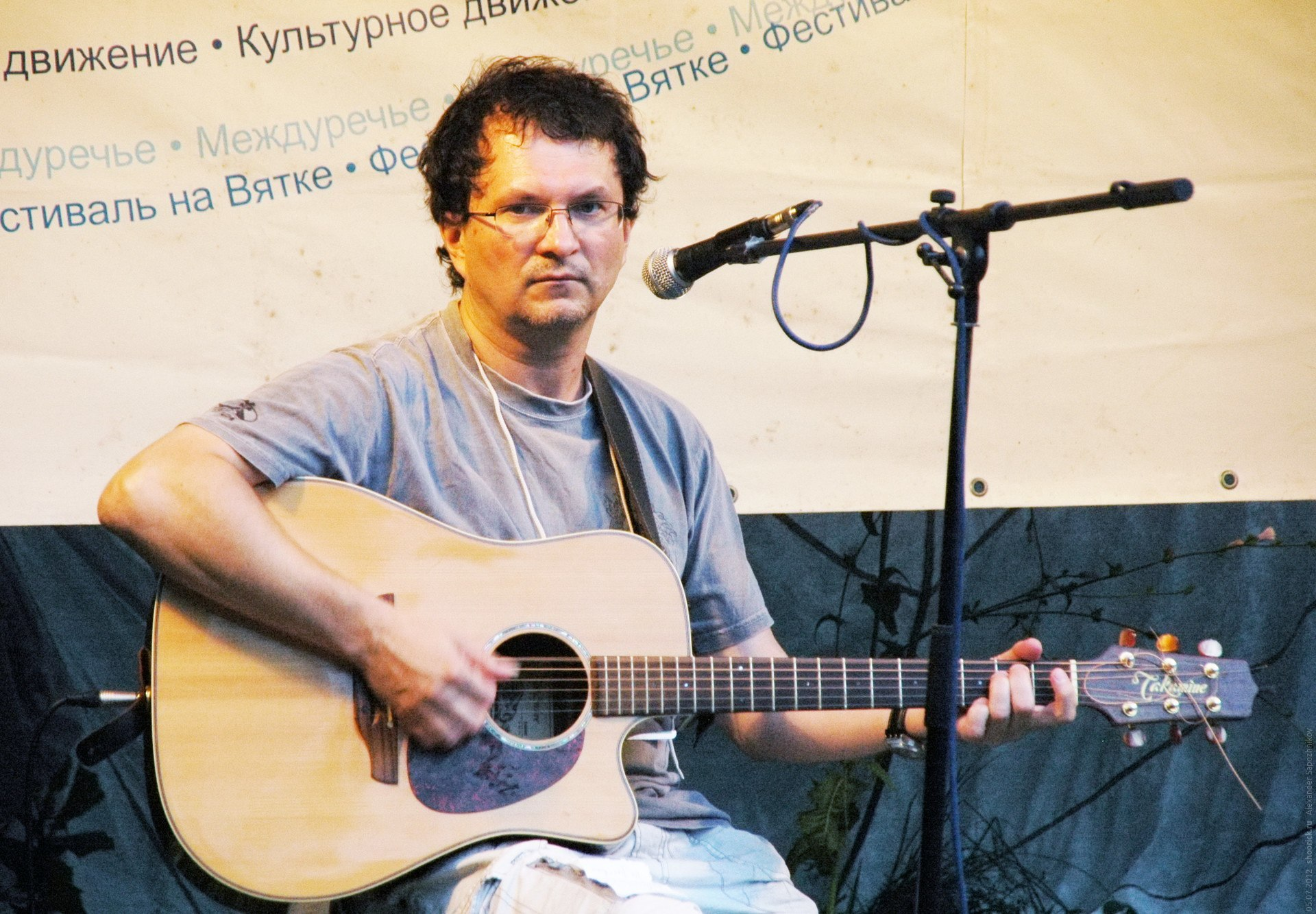
Сергей Труханов

- Блэкуэлл, Джон (43) — американский музыкант[320].
- Гранин, Даниил Александрович (98) — советский и российский писатель, киносценарист, общественный деятель, участник Великой Отечественной войны, Герой Социалистического Труда (1989), кавалер ордена Святого апостола Андрея Первозванного (2008)[321].
- Ершов, Василий Васильевич (72) — пилот гражданской авиации СССР и России, российский писатель, автор серии книг о работе гражданских лётчиков [источник не указан 1084 дня]
- Кармалита, Светлана Игоревна (77) — советский и российский киносценарист, вдова кинорежиссёра Алексея Германа, мать кинорежиссёра Алексея Германа-младшего[322].
- Конли, Джин (86) — американский бейсболист и баскетболист[323].
- Кумбука, Чи-Ту (77) — американский актёр[324].
- Палкин, Александр Александрович (79) — советский и белорусский театральный актёр, выступавший на сцене Могилёвского областного драматического театра, заслуженный артист РСФСР (1979)[325].
- Радебе, Нтутуко (22) — южноафриканский футболист, защитник[326].
- Труханов, Сергей Кириллович (56) — российский певец и композитор, бард[327].
- Шмаков, Николай Михайлович (80) — советский и российский певец, солист хора Государственного Волжского русского народного хора им. П. М. Милославова (1962—2015), заслуженный артист России[328].
- Эйвери, Брайан (73) — британский архитектор[329].
- Юдолл, Дэвид (66) — американский звукооператор[330].
- Юрачка, Зденек (70) — чешский рок-гитарист[331].

## 3 июля

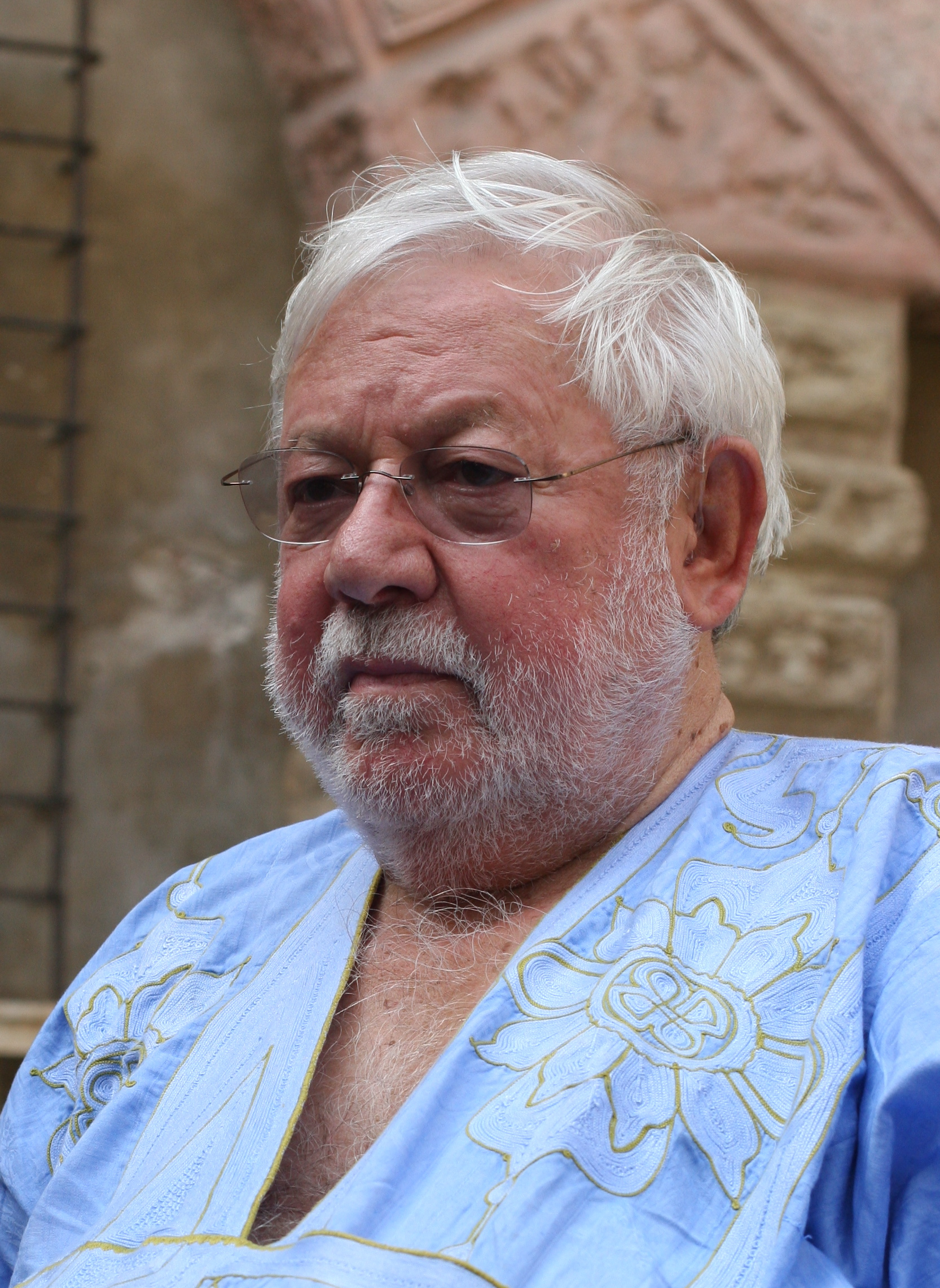
Паоло Вилладжо

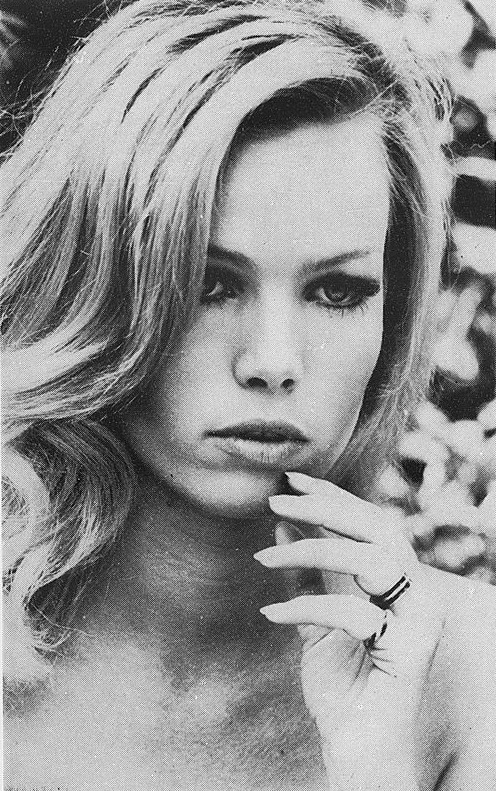
Зольми Штубинг

- Анджелин, Анджело (82) — бразильский государственный деятель, губернатор Рондонии (1985—1987)[332].
- Васин, Иван Федотович (88) — советский и российский лётчик и государственный деятель, заместитель министра гражданской авиации СССР (1980—1988), постоянный представитель СССР и Российской Федерации в ИКАО (1988—1993), заслуженный пилот СССР[333].
- Вилладжо, Паоло (84) — итальянский актёр, комик, режиссёр и писатель[334].
- Джонсон, Спенсер (78) — американский врач, писатель и консультант по управлению[335].
- Канавас, Тед (56) — американский политик-республиканец, член Сената штата Висконсин от 33-го избирательного округа (2001—2011)[336].
- Кизито, Джон (82) — угандийский бизнесмен и политик, мэр Кампалы (1999—2006)[337].
- Кузьминых, Тамара Гавриловна (79) — российский общественный и государственный деятель, депутат Государственной думы Российской Федерации шестого созыва (2011—2016) от партии «Единая Россия»[338].
- Куэвас, Хосе Луис (83) — мексиканский художник[339].
- Мактагарт, Сэнди (89) — канадский деятель образования, канцлер Альбертского университета (1983—1994)[340].
- Малашенко, Евгений Иванович (93) — советский разведчик, один из участников подавления Венгерского восстания 1956 года, начальник штаба главного военного советника в Вооружённых силах Египта, генерал-лейтенант в отставке, участник Великой Отечественной войны[341].
- Манк, Отто (74) — немецкий учёный, специалист в области микроэлектроники, иностранный член Российской академии наук[342].
- Медина Каррейра, Энрике (85) — португальский государственный деятель, министр финансов (1976—1978)[343].
- Николаев, Виктор Евсеевич (74) — российско-германский художник-абстракционист, каллиграф [www.stihi.ru/2017/08/09/4390].
- Робинсон, Джо (90) — британский актёр[344].
- Ротта, Руди (66) — итальянский гитарист[345].
- Сирунян, Гукас (68) — советский и армянский поэт[346].
- Суле, Юсуф Майтама (87) — нигерийский дипломат и государственный деятель, лидер Национальной партии Нигерии, постоянный представитель Нигерии при ООН (1979—2017)[347].
- Сюзини, Жан-Жак (83) — французский политический деятель, один из создателей Секретной вооружённой организации (OAS) (1961)[348] Архивная копия от 3 июля 2017 на Wayback Machine.
- Тихон (Холлоши) (69) — епископ Православной церкви Чешских земель и Словакии на покое, епископ Комаренский, викарий Прешовской епархии (2006—2012)[349],
- Шорохов, Анатолий Фёдорович (82) — советский, украинский и российский художник, заслуженный художник Автономной Республики Крым[350].
- Штубинг, Зольми (76) — немецкая актриса[351].

## 2 июля

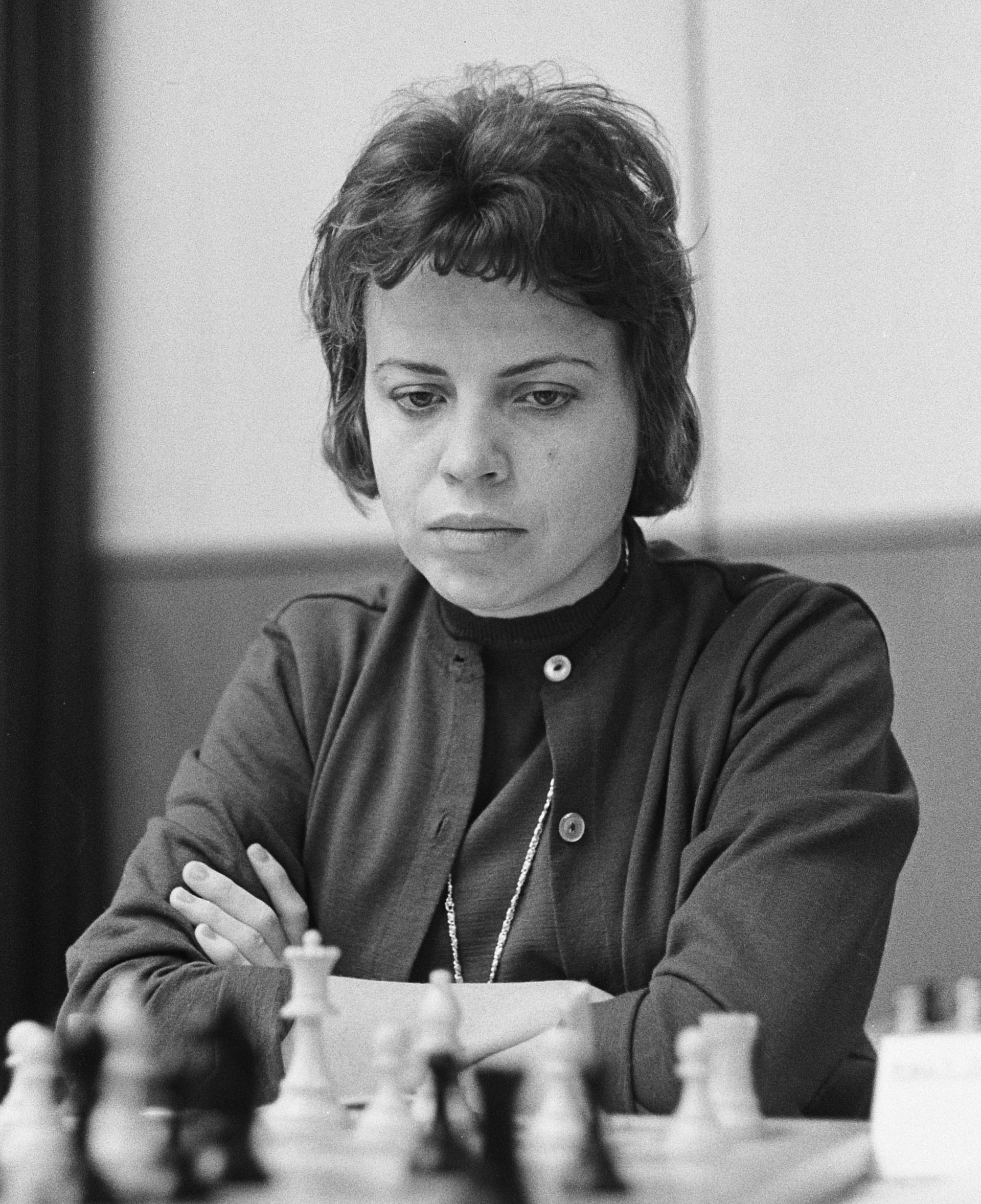
Татьяна Затуловская

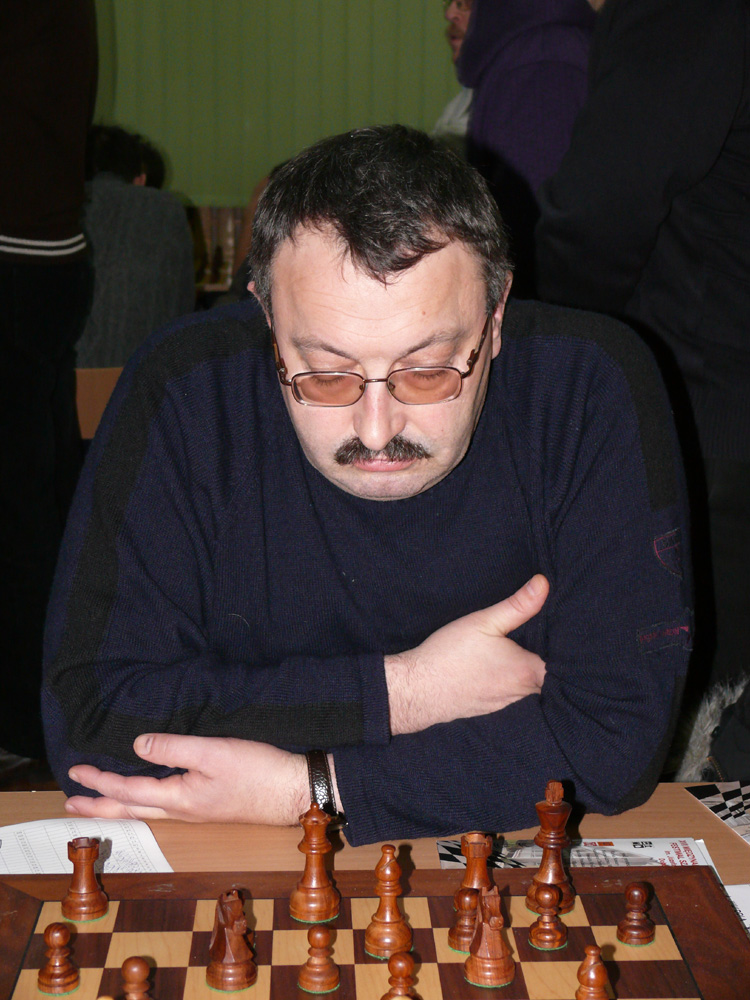
Владимир Маланюк

- Бьянки, Тони (65) — британский писатель[352].
- Володарский, Илья Борисович (51) — российский театральный актёр, выступавший на сцене Саратовского театра юного зрителя имени Ю. П. Киселёва, заслуженный артист России (2006)[353].
- Затуловская, Татьяна Яковлевна (81) — советская, российская и израильская шахматистка, инженер-геолог, гроссмейстер (1976), заслуженный мастер спорта СССР (1967)[354].
- Зуикки, Фей (83) — австралийская поэтесса[355].
- Зульфугарова, Хумар Рза кызы (89) — советская и азербайджанская танцовщица и хореограф, художественный руководитель танцевального ансамбля «Джанги», народная артистка Азербайджанской ССР (1979), дочь актёра Рзы Афганлы[356].
- Коллом, Джек (85) — американский поэт[357].
- Куриаку, Минос (75) — греческий бизнесмен, председатель Национального олимпийского комитета Греции (2004—2009)[358].
- Маланюк, Владимир Павлович (59) — советский и украинский шахматист, гроссмейстер[359].
- Рассадин, Сергей Евгеньевич (58) — белорусский историк, археолог, геральдист, доктор исторических наук, профессор[360].
- Робертс, Крис (73) — немецкий актёр и певец[361].
- Ростороцкий, Владислав Степанович (84) — советский и российский тренер по спортивной гимнастике, заслуженный тренер СССР[362].
- Сен, Нирупам (70) — индийский дипломат, постоянный представитель Индии при ООН (2004—2009)[363].
- Фишер, Альфред Джордж (96) — американский геолог, лауреат Медали Лайеля (1992) и Медали Мэри Кларк Томпсон (2009)[364].
- Хамер, Райк (82) — немецкий онколог, представитель альтернативной медицины[365].
- Шабунин, Михаил Иванович (86) — советский и российский математик, профессор кафедры высшей математики МФТИ, лауреат Государственной премии Российской Федерации[366].
- Шестаков, Николай Степанович (89) — советский и российский военный журналист и писатель-документалист, полковник в отставке[367].

## 1 июля

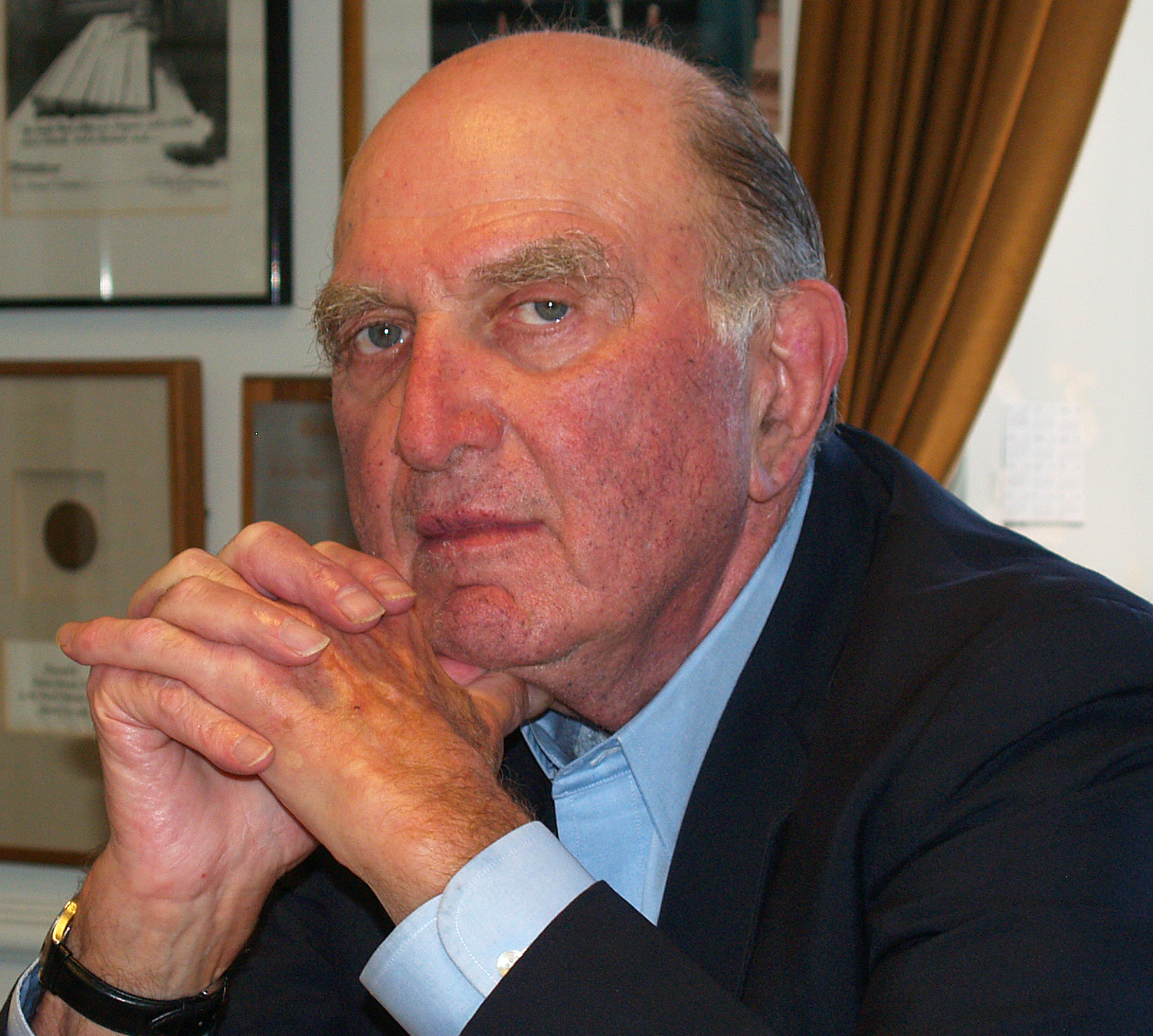
Норман Дорсен

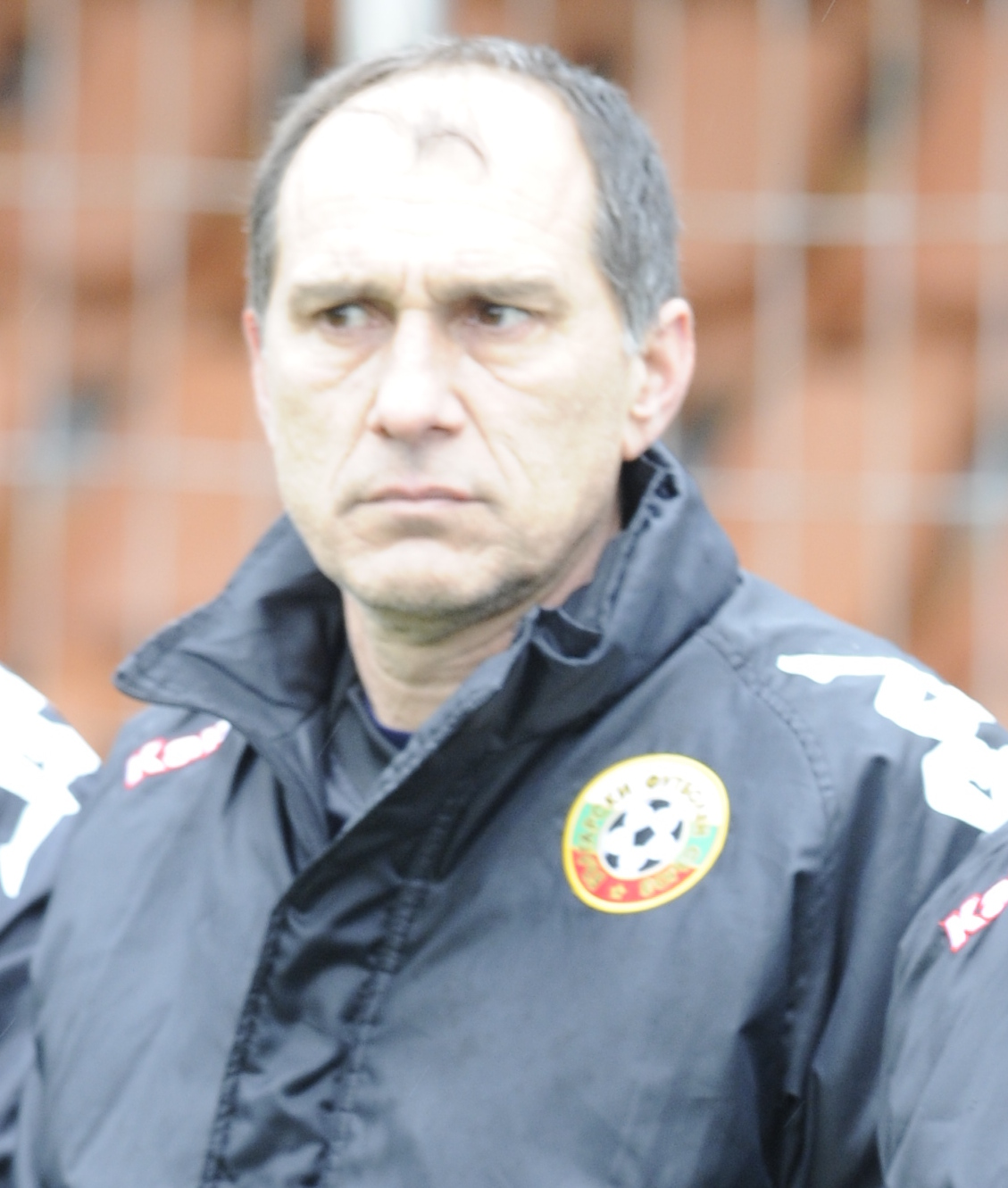
Аян Садаков

- Артемчук, Галик Исакович (78) — советский, и украинский филолог, ректор Киевского государственного педагогического института иностранных языков (Киевского национального лингвистического университета) (1988—2010)[368].
- Берардо, Васко (84) — португальский художник[369].
- Вигфюссон, Орри (74) — исландский предприниматель и эколог, лауреат Экологической премии Голдмана (2007)[370].
- Дорсен, Норман (86) — американский правозащитник и общественный деятель, президент Американского союза защиты гражданских свобод (1977—1991)[371].
- Кеке, Джозеф (90) — бенинский государственный деятель, министр экономики (1970—1973)[372].
- Павел (Салиба) (77) — епископ Антиохийской православной церкви, митрополит Австралийский, Новозеландский и Филиппинский (с 1999 года)[373].
- Потёмкин, Игорь Петрович (77) — советский и российский фотожурналист[374].
- Райан, Стиви (33) — американская актриса[375].
- Рамазанов, Рамазан (50) — российский журналист[376].
- Садаков, Аян (55) — болгарский футболист и тренер («Локомотив» Пловдив), участник чемпионата мира по футболу (1986)[377].
- Скороход, Валерий Владимирович (82) — советский и украинский учёный в области материаловедения и порошковой металлургии, академик Национальной академии наук Украины (1990), заслуженный деятель науки и техники Украины, заместитель председателя совета Государственного фонда фундаментальных исследований[378].
- Скотт, Ричард, Джилберт (93) — британский архитектор[379].
- Соррентино, Сержио (92) — итальянский яхтсмен, победитель Dragon Gold Cup (1958)[380].
- Тинденйл, Стивен (54) — британский эколог[381].
- Уильямс, Хиткоут (75) — британский актёр, поэт и драматург[382].
- Хардин, Пол (86) — американский деятель образования, президент университета Дрю (1974—1988), президент университета Северной Каролины в Чапел-Хилл (1988—1995)[383].
- Шимон, Дьёрдь (94) — венгерский актёр[384].